# ژئومورفولوژی
ژئومورفولوژی (به انگلیسی: Geomorphology) یا زمین‌ریخت‌شناسی یا زمین‌ریختارشناسی علم مطالعه سیستماتیک و بین‌رشته‌ای زمین‌چهر‌ها و مناظر آن‌ها به‌علاوه فرایندهای درونی و بیرونی کره زمین است که اشکال را خلق و آن‌ها را تغییر می‌دهند.
ژئومورفولوژی شاخه‌ای از رشتهٔ جغرافیای طبیعی است که به بررسی چگونگی به‌وجود آمدن اشکال مختلف طبیعی در سطح زمین می‌پردازد و تغییرات حاصل از عوامل درونی و بیرونی زمین را بر روی این اشکال دنبال می‌کند تا بتواند رفتار آن‌ها را تبیین نموده و به پیش‌بینی آینده آن نایل شود. هدف از این علم، مطالعه اجزای اصلی تشکیل دهندهٔ ناهمواری‌ها است و از روش اصولی توصیف علمی ناهمواری شامل شناسایی اجزای متفاوت عوارض زمین و چگونگی روابط بین آن‌ها و طبقه‌بندی این عوارض به‌صورت سیستماتیک بهره می‌گیرد.
ژئومورفولوژی دانشی است که در اواخر قرن نوزدهم میلادی شکل گرفت و با تلاش دانشمندان علوم زمین به قوانین و اصول علمی خود رسید. این علم امروزه مبتنی بر مقایسه ناهمواری‌ها و همچنین تعیین اشکال اولیه آن‌ها و بالاخره شناسایی فرایندها و محیط‌های ریخت‌اقلیمی است و دارای دو گرایش اصلی ژئومورفولوژی نظری (محض) و ژئومورفولوژی عملی (کاربردی) است. امروزه ژئومورفولوژی در دانشگاه‌های دنیا به‌عنوان زیرشاخه‌ای از علوم زمین و در ایران نیز به عنوان گرایشی از جغرافیای طبیعی و هم به‌صورت رشته‌ای مستقل (در مقاطع تحصیلات تکمیلی) در دانشگاه‌ها تدریس می‌شود.
مطالعه و بررسی فرایندهای مختلف تغییردهندهٔ چهره زمین با استفاده از ابزارها و تکنیک‌های گوناگون مهم‌ترین رویکرد دانش ژئومورفولوژی است که در این میان ماهیت فرایندهای مختلف (فرایندهای رودخانه‌ای، بادی، دامنه‌ای، یخچالی، ساحلی، زمین‌ساختی، رسوبی و زیستی) و زمین‌چهرهای پدید آمده توسط آن‌ها و تغییرات آن در طول زمان مورد بررسی قرار می‌گیرد. به دلیل گستردگی قلمرو مطالعه ژئومورفولوژی، این علم با سایر دانش‌ها و به‌ویژه علوم طبیعی ارتباط و پیوستگی تنگاتنگی دارد و از قوانین علوم دیگر در بررسی‌های ژئومورفولوژی استفاده زیادی می‌شود. از سوی دیگر بررسی مسائل ژئومورفولوژی و نتایج حاصل از تحقیقات آن در بسیاری از علوم طبیعی و انسانی (شهرسازی، گردشگری، آمایش سرزمین و…) با استفاده از فنون جغرافیا دارای کاربرد و اهمیت فراوان است.

## واژه‌شناسی
ژئومورفولوژی از سه واژهٔ یونانی /ژِئو/ به معنای زمین، /مُرفِه/ به معنای شکل (ریخت) و /لُگُس/ به معنای شناخت تشکیل شده‌است.
در زبان فارسی برابرهای گوناگونی برای بیان یا توصیف اصطلاح ژئومورفولوژی به‌کار برده‌اند که از آن‌جمله می‌توان به زمین‌ریخت‌شناسی، پیکرشناسی زمین، شناخت ناهمواری‌های زمین، شناسایی عوارض زمین، زمین‌شکل‌شناسی و زمین‌شناسی سطحی اشاره نمود. با این وجود بیشتر متخصصان و محققان این رشته و سایر رشته‌های مرتبط در کشور ترجیح می‌دهند اصطلاح ژئومورفولوژی را به‌کار ببرند.

## دید کلی

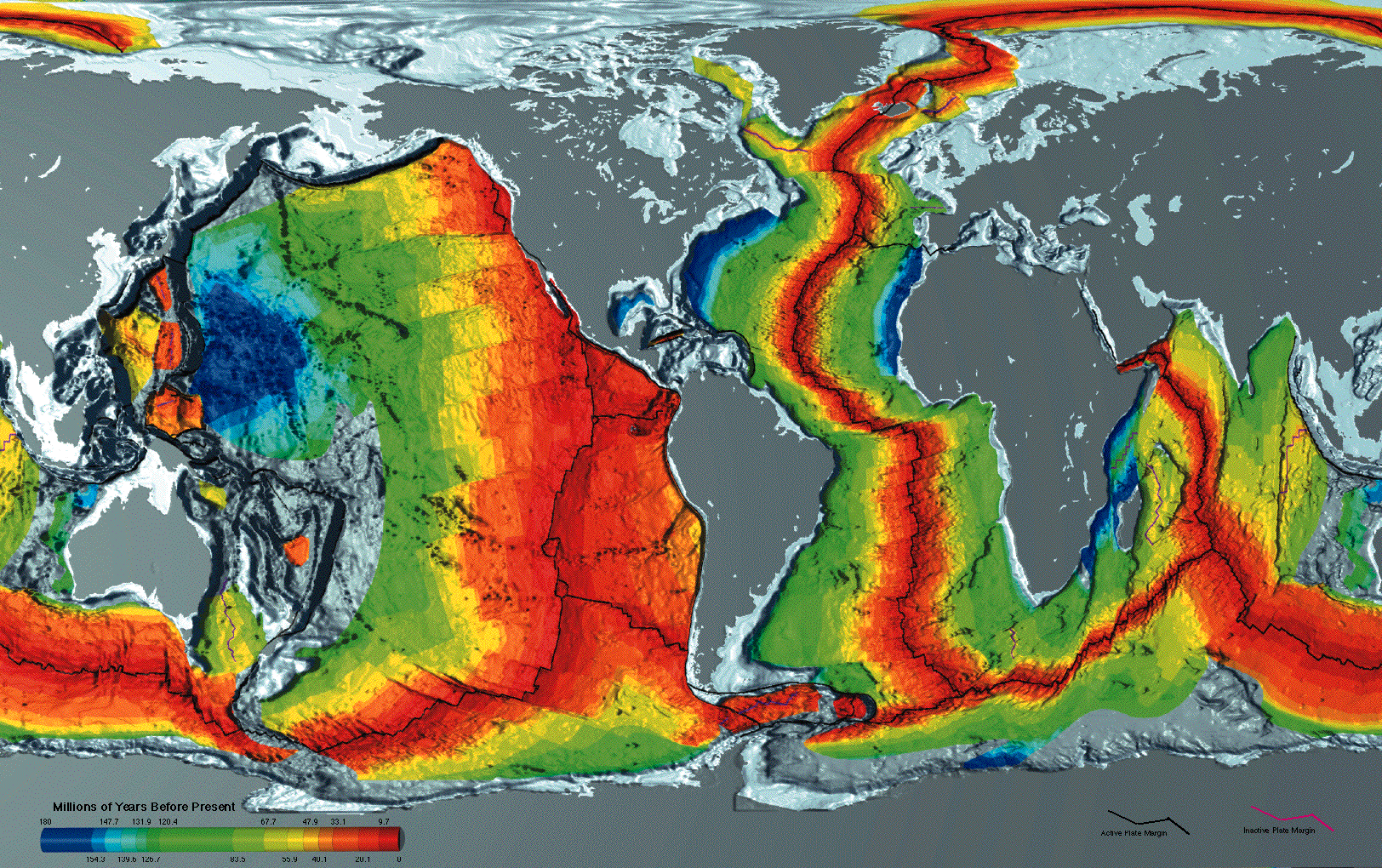
عمر پوستهٔ کف‌دریا. قرمز نشان‌دهندهٔ جوان‌تر است.

به‌طور کلی ژئومورفولوژی دانش شناسایی اشکال ناهمواری‌های زمین است و به مطالعهٔ علمی ویژگی‌های هندسی سطح زمین می‌پردازد. اگرچه ویژگی‌های هندسی سطح زمین عموماً به آن دسته از شکل‌های سطح زمین محدود می‌شود که در سطح دریا یا در بالاتر از سطح دریا توسعه یافته‌اند، اما ژئومورفولوژی همه ویژگی‌ها یا جنبه‌های سطحی مشترک بین قشر جامد زمین یا سنگ‌کره، آب‌کره و هواکره را در بر می‌گیرد. به این ترتیب در ژئومورفولوژی نه‌تنها شکل‌های سطحی قاره‌ها و مناطق حاشیه آن‌ها، بلکه ناهمواری‌ها و شکاف‌های کف دریاها و اقیانوس‌ها نیز بررسی می‌شود. به علاوه مشاهده سطح ماه و مریخ و دیگر سیاره‌ها – از نزدیک و با استفاده از ماهواره‌ها – سبب شد که ژئومورفولوژی به بررسی جنبه‌های خارج از سطح زمین نیز بپردازد و بر گستره مطالعاتی خود بیفزاید.
دانش ژئومورفولوژی جدید بیشتر مبتنی بر مقایسه سامان‌مند اشکال ناهمواری‌ها و نهشته‌هایی است که موجب تعیین سن آن‌ها می‌گردد و همچنین تعیین اشکال اولیه و اصلی ناهمواری‌ها و بالاخره شناسایی فرایندها و محیط ریخت‌اقلیمی که ناهمواری‌ها را به وجود آورده‌اند، مورد توجه است؛ و نیز، ژئومورفولوژی از مطالعات آماری برای بررسی اشکال ناهمواری‌ها بهره می‌گیرد و تلاش دارد در تحول ناهمواری‌های زمین، علی‌رغم پیچیده بودن مسئله دینامیک طبیعت، سهم فرایندهای گوناگون ناشی از آب و هوا و پوشش گیاهی و ماهیت سنگ‌ها و ساخت زمین و تغییر شکل‌های زمین‌ساختی و میراث مراحل اولیه تکامل را از نظر دور ندارد.

## پیشینه
ژئومورفولوژی دانشی نسبتاً جدید است که ابتدا به وسیلهٔ ویلیام موریس دیویس (۱۸۵۰–۱۹۳۴) جغرافی‌دان آمریکایی شکل گرفت و با تحقیقات ارزشمند دانشمندانی نظیر والتر پنک، لستر کینگ، والتر لانگبین، لونا لئوپولد و ریچارد چورلی (پایه‌گذار تئوری سیستمی در ژئومورفولوژی) به قوانین و اصول علمی خود رسید.

### ژئومورفولوژی کهن
گرچه ژئومورفولوژی به‌عنوان نام یک دانش، واژه‌ای نسبتاً جدید است، ولی موضوع آن تاریخچه‌ای کهن دارد. این دانش از دیرباز به وسیله جغرافی‌دانان یونانی – بی‌آنکه عنوان مشخصی داشته باشد – شناخته شده بود. فیلسوفان یونان و روم قدیم در نوشته‌های خود نحوه شکل‌گیری رشته‌کوه‌ها و دیگر مناظر سطحی کره زمین را مورد توجه قرار داده و نظریاتی را ارائه نموده‌اند. ارسطو، هرادتوس، سنکا، استرابو، زنوفن و بسیاری افراد دیگر از ۶ قرن پیش از میلاد تا یک قرن پس از آن دربارهٔ موضوعاتی نظیر منشأ دره رودخانه‌ها و دلتاها و نوسان سطح دریاها بحث کرده‌اند. حدود هزار سال بعد ابن سینا دانشمند ایرانی (۹۸۰ تا ۱۰۳۷ میلادی) به نقل از ارسطو نظریه فرسایش تفریقی و ایجاد برخی از کوهستان‌ها را بر این اساس مطرح نموده‌است.
از آغاز رنسانس و در طول آن بسیاری از دانشمندان تاریخ زمین را مورد بررسی قرار داده‌اند. لئوناردو داوینچی (۱۵۱۹–۱۴۵۲) بر مبنای وجود سنگواره‌ها و صدف‌های دریایی در کوهستان‌ها معتقد به تغییرات سطوح خشکی و دریاها بوده‌است. او همچنین حفر دره‌ها به‌وسیله رودها و انتقال رسوبات ناشی از آن را به دیگر مناطق تشخیص داده بود. هم‌زمان با لئوناردو دا وینچی، برنارد پالیسی دانشمند فرانسوی (۱۵۸۹–۱۵۱۰) در رابطه با مسائل ژئومورفولوژی و اشکال ناهمواری‌ها افکار مدرنی بیان می‌کند. مفاهیم ژئومورفولوژی مطرح شده توسط لئوناردو دا وینچی و برنارد پالیسی به‌مراتب غنی‌تر از مفاهیم بیشتر دانشمندانی است که سه قرن پس از ایشان اظهار گردیده‌است. اما این افکار تا قرن ۱۸ و حتی قرن ۱۹ ناشناخته ماند و در نتیجه از نفوذ زیادی برخوردار نشد.

### ژئومورفولوژی نوین اولیه

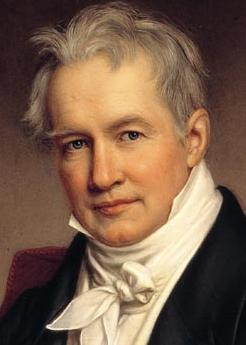
الکساندر فون هومبولت

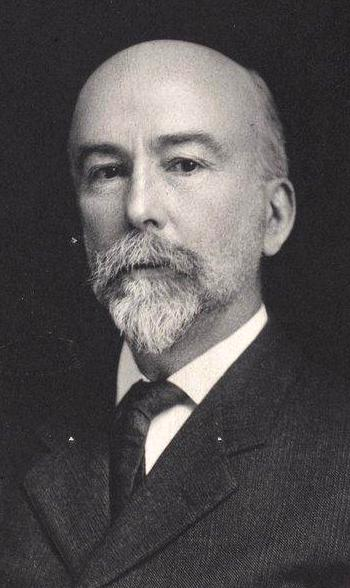
ویلیام موریس دیویس

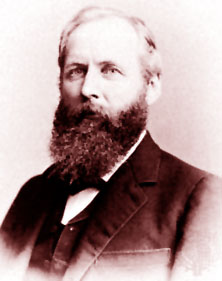
گرو کارل گیلبرت

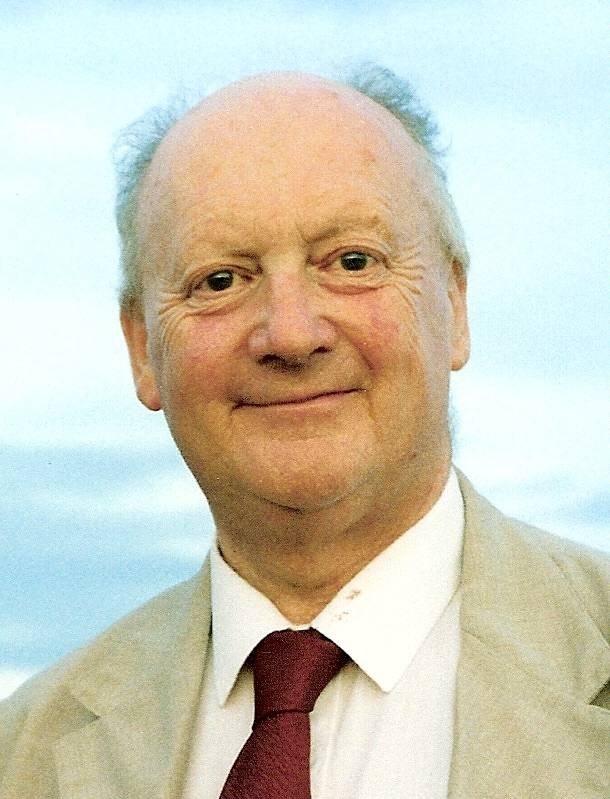
ریچارد چورلی

در قرن‌های ۱۸ و ۱۹ با شتاب‌گرفتن نابودی اندیشه‌های کاتاستروفیستی، نظریات متعددی دربارهٔ تاریخ زمین و نحوه شکل‌گیری آن و همچنین مطالعات زیادی مربوط به ناهمواری‌ها و مفهوم فرسایش ارائه گردید. در این میان، مفهوم فرسایش که ارتباط مستقیم‌تری با اندیشه ژئومورفولوژی داشت و در عهد قدیم و قرون وسطی نیز توجه بیشتر دانشمندان را جلب نموده بود، در دوره‌های جدیدتر مورد حمایت قرار گرفت و در زمینه مشخصی توسعه یافت.
پژوهش‌های علمی ژئومورفولوژی از اواخر سده ۱۸ آغاز گردید و در قرن نوزدهم بیش از پیش مورد توجه اغلب زمین‌شناسان قرار گرفت و در اثر مطالعات گوناگون در کشورهای جهان، دربارهٔ پدیده‌های ژئومورفولوژی اطلاعات بسیاری فراهم می‌آید. به عنوان نمونه هورس بندیکت دو سوسور دانشمند اهل ژنو ضمن بررسی یخچال‌ها و اشکال نهشته‌های یخچالی دریافته بود که گسترش یخچال‌ها در گذشته بسیار بیشتر از عصر حاضر بوده‌است. در نیمه اول قرن نوزدهم مطالعات دو سوسور به وسیله دانشمند سوییسی دیگری به نام لویی آگاسیز دنبال شد. وی مطالعات خود را دربارهٔ یخچال‌ها و رسوبات ناشی از آن دنبال نمود و دامنه گسترش یخچال‌ها و نقش آن‌ها در تغییر شکل ناهمواری‌ها را تأیید کرد.
در آلمان، ژئومورفولوژی از جریان فکری طبیعت‌گراها حاصل شد. در این زمینه می‌توان از الکساندر فون همبولت (بنیادگذار جغرافیای نوین) یاد کرد که جهت مطالعه پدیده‌های طبیعی، روش مشاهده را انتخاب کرد. همبولت در اوایل قرن نوزدهم در آمریکای لاتین به مطالعه مجموعه حیوانات، گیاهان و به‌ویژه ناهمواری‌ها پرداخت و اشکال مربوط به ژئومورفولوژی را همراه با سایر مطالب در یادداشت‌های خود به‌خوبی ذکر کرد.
در سال ۱۸۵۸، برای نخستین بار عبارت ژئومورفولوژی به‌وسیله کارل فردریش نومن بیان می‌شود و آلبرت پنک در اواخر قرن نوزدهم آن را رواج می‌دهد.
در فرانسه کسانی چون گستون دو لا نوئه (۱۹۰۲–۱۸۳۶) و امانوئل دو مارژری (۱۹۵۳–۱۸۶۲) که اولی توپوگراف و دیگری زمین‌شناس بود، اشکال کلاسیک ناهمواری ژورایی را با توجه به ساخت‌های چین‌خورده آن بررسی کرده و در سال ۱۸۸۸ کتابی به‌نام مقدمه‌ای بر ژئومورفولوژی تألیف نمودند و بدین ترتیب این دانش به‌عنوان یکی از علوم مهندسی معرفی شد
و یکی از شاخه‌های نظام‌مند علوم زمین می‌گردد. در همان زمان در آلمان، فردیناند فون ریشتهوفن پایه دانش ژئومورفولوژی را در این کشور پی‌ریزی کرده‌است و نوشته‌های او که بیش‌تر بر اساس تجربه‌های شخصی بوده‌است، شکل‌یابی‌های مختلف ناهمواری‌های زمین را که ناشی از اثر انواع مهم آب‌وهوا است نشان می‌دهد. ریشتهوفن توانست برای اولین بار در مورد اثرات انواع آب‌وهوا بر اشکال ناهمواری‌ها اظهار نظر کرده و اساس ژئومورفولوژی اقلیمی را پی‌ریزی کند.
علاوه بر جغرافی‌دانان، زمین‌شناسان نیز به نوبه خود در جهت تعیین تاریخ زمین‌شناسی، تحول ناهمواری‌ها را مورد توجه قرار داده‌اند. چنانچه در اواسط قرن ۱۹ زمین‌شناسان انگلیسی نخستین کسانی بودند که مفهوم پیدایش دشتگون را بیان کردند.
در روسیه پدیده‌های بیرونی زمین در قرن نوزدهم مورد توجه دانشمندانی چون پتر کروپوتکین و واسیلی داکوچایف (پدر دانش خاک‌شناسی) قرار گرفت. طی سال‌های ۱۸۶۰ تا ۱۸۷۰، مطالعه نهشته‌های یخچالی و کوهستانی دوران چهارم در سیبری شرقی و طبقه‌بندی آن‌ها بر حسب پیدایش، توسط پتر کروپوتکین انجام شد. همچنین داکوچایف برای اولین بار تخریب استپ‌ها را به عنوان یکی از اشکال فرسایش خاک بررسی کرد و در مطالعه خاک‌های روی پادگانه‌های رود ولگا در سال ۱۸۹۱ متوجه نقش ناهمواری‌ها شد و ارتباط بین این‌دو را روشن ساخت. وی نشان داد که اغلب خاک‌ها مانند چرنوزیوم می‌تواند در تعیین سن شکل‌بندی یا شکل‌یابی ناهمواری‌ها به‌کار رود. بدین ترتیب در روسیه هنگامی که در غرب مفاهیم ژئومورفولوژی دیویسی توسعه می‌یافت، اساس ژئومورفولوژی تازه‌ای ریخته می‌شد که در آن رابطه‌ها با سایر علوم طبیعی و علوم زمین بیشتر مورد توجه قرار می‌گرفت.
در نیمه دوم قرن نوزدهم، ژئومورفولوژی با تئوری چرخه فرسایش ویلیام موریس دیویس (۱۹۳۴–۱۸۵۰) در ایالات متحده آمریکا به مرحله جدیدی پانهاد. وی با تنظیم و سیستماتیک کردن ایده‌های مربوط به تحول ناهمواری‌ها که تا زمان وی بیشتر توسط زمین‌شناسان مطرح شده بود، تئوری خود را در قالب دوره جغرافیایی یا دوره فرسایشی و فرسایش نرمال مطرح کرد. دیویس دانش اشکال ناهمواری‌های زمین را، که در سال ۱۸۵۸ توسط کارل فردریش نومن ژئومورفولوژی نامیده شد و سپس در سال ۱۸۹۴ توسط آلبرت پنک شهرت پیدا کرد و تا آن زمان یکی از شاخه‌های فرعی زمین‌شناسی محسوب می‌شد، به شکل دانشی تخصصی و با هدف و فرهنگ ویژه خود مطرح کرد و به این دانش نظام عقیدتی انسجام‌یافته‌ای بخشید و اصالت آن را تثبیت نمود. از این دیدگاه دیویس را می‌توان بنیان‌گذار ژئومورفولوژی به‌عنوان دانشی تخصصی دانست. با ارائه نظریه چرخه فرسایش، ژئومورفولوژی وارد مرحله جدیدی از نگرش فیزیوگرافی می‌شود و ویلیام موریس دیویس شخصیت علمی جهانی پیدا می‌کند و مکتب وی در انگلستان و فرانسه توسعه می‌یابد و ایده‌ها و نظریه‌های وی در بسیاری از نشریات علمی منتشر و بررسی می‌شود. نظریه چرخه فرسایش دیویس به عنوان یک نظریه انقلابی و برجسته به نوین‌سازی جغرافیای طبیعی و ایجاد رشته ژئومورفولوژی انجامید و دیویس را در صف مقدم مطالعات و پژوهش‌های اشکال ناهمواری‌های زمین قرار داد.
در فرانسه، امانوئل دومارتن یکی از طرفداران میانه‌رو نظریه دیویس در سال ۱۹۱۰ مقاله‌ای دربارهٔ اثر آب‌وهوا بر روی اشکال ناهمواری‌های زمین منتشر ساخته و قبل از جنگ جهانی دوم تفکر جغرافیای ناحیه‌ای را تکوین می‌کند. همچنین هنری بولیگ ژئومورفولوژیست فرانسوی نیز یکی از طرفداران جدی دیویس بود ولی در آلمان تئوری دیویس طرفدار زیادی پیدا نکرد.

### ژئومورفولوژی کمّی
هنگامی که پنک و دیویس و پیروان نظریات آن‌ها در اروپای غربی به مطالعه و تحقیقات اولیه مشغول بودند، مکتب بزرگ و مستقل دیگری در نیمه قرن بیستم در ایالات متحده رشد و توسعه یافت. به دنبال کارهای اولیه دانشمندان پیشگامی نظیر گرو کارل گیلبرت در اوایل قرن بیستم، گروهی از دانشمندان علوم طبیعی، زمین‌شناسان و مهندسان هیدرولیک مانند رالف آلگر بنگنولد، جان هاک، لونا لئوپولد، توماس مادوک و آرتور استرالر شروع به مطالعه و تحقیق بر روی شکل عناصر چشم‌انداز مانند رودخانه‌ها و دامنه‌ها با استفاده از روش‌های بازدید مستقیم، سیستماتیک، اندازه‌گیری‌های کمّی ابعاد مختلف پدیده‌ها و مقیاس‌گذاری این اندازه‌گیری‌ها نمودند. این روش‌ها امکان درک وضعیت گذشته و پیش‌بینی وضعیت آینده چشم‌اندازها بر اساس شکل کنونی آن‌ها را برای محققان فراهم ساخت. ژئومورفولوژی کمّی می‌تواند دینامیک شاره‌ها و مکانیک جامدات، ژئومورفومتری، مطالعات آزمایشگاهی، اندازه‌گیری‌های میدانی، کارهای تئوریک و همه زمینه‌های مربوط به مدل تکامل چشم‌انداز را دربر گیرد. از این روش‌ها برای درک و مطالعه هوازدگی و تشکیل خاک، انتقال رسوب، تغییر چشم‌انداز و رابطه میان اقلیم، زمین‌ساخت، فرسایش و رسوب‌گذاری استفاده می‌شود.

### ژئومورفولوژی معاصر
از نیمه دوم قرن بیستم، جهت‌گیری‌های مدرن و پیشرفته در ارتقای مرتبه علمی دانش ژئومورفولوژی نقش مؤثری داشته‌است. در ژئومورفولوژی مدرن با عمر کوتاه، ژئومورفولوژیست‌ها سه موضوع مهم از لندفرم‌ها یعنی شکل، فرایند و تاریخ را مطالعه می‌نمایند. امروزه گرایش به سوی ژئومورفولوژی کاربردی است و عقاید امروزی بیش‌تر تمایل دارد که روش‌های علمی را جایگزین تصورات پیشین نماید و به‌همین دلیل دیدگاه سیستم‌های فرسایشی جایگزین تفکر چرخه فرسایش شده‌است. به علاوه ژئومورفولوژی جدید بیشتر مبتنی بر مقایسه سیستماتیک اشکال ناهمواری‌ها و نهشته‌هایی است که موجب تعیین سن آن‌ها می‌گردد و همچنین تعیین اشکال اولیه و اصلی ناهمواری‌ها و بالاخره شناسایی فرایندها و محیط‌های ریخت‌اقلیمی، هنگامی که ناهمواری‌ها را به‌وجود آورده‌اند مورد توجه است.

### در ایران

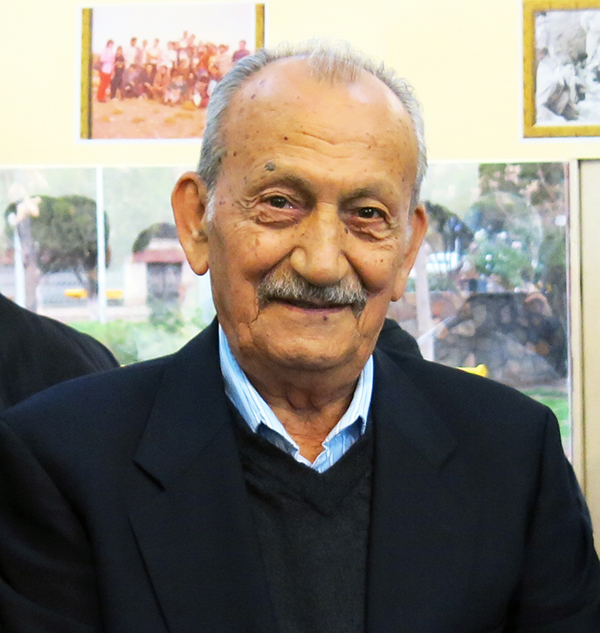
فرج‌الله محمودی

ورود دانش ژئومورفولوژی به ایران و اشاعه آن از دانشگاه تهران آغاز می‌شود. اولین گام در این زمینه به‌وسیله احمد مستوفی برداشته می‌شود. اصطلاح پیکرشناسی زمین برای اولین بار به‌عنوان معادل کلمه ژئومورفولوژی توسط مستوفی در سال ۱۳۱۸ به‌کار می‌رود. پس از تفکیک رشته‌های تاریخ و جغرافیا از یکدیگر در سال ۱۳۴۰، درس مستقل ژئومورفولوژی در سال ۱۳۴۳ در دانشگاه تهران ارائه شد که مدرس اصلی آن مستوفی و سپس دانشجویان وی فرج‌الله محمودی و جمشید جداری عیوضی بودند.
با تشکیل مرکز تحقیقات علمی مناطق خشک، مطالعات ژئومورفولوژی در بیابان لوت به‌وسیله مستوفی و همکاران آغاز شد. گسترده‌ترین مطالعات میدانی پروژه لوت به وسیلهٔ مستوفی سرپرستی و برنامه‌ریزی گردید و خود وی دو بار از ریگ لوت با شتر عبور نمود و ضمن ارائه اطلاعات ارزشمند از لوت، نقشه ژئومورفولوژی بیابان مذکور را تهیه کرد.
گرچه بنیادگذار ژئومورفولوژی در ایران، احمد مستوفی است اما می‌توان گفت شاخص‌ترین چهره ژئومورفولوژی ایران فرج‌الله محمودی است. در سال ۱۳۴۶، تدریس ژئومورفولوژی را در گروه جغرافیای دانشگاه تهران به‌عهده گرفت. تمرکز مطالعات او بر روی لندفُرم‌ها و فرایندهای مناطق بیابانی و به‌ویژه بیابان لوت بود که حتی در برخی موارد به تشریح و تحلیل مبانی فرایندهای بادی و حمل ماسه در دنیا کمک نمود. وی برای شناخت ژئومورفولوژی ایران به مدت ۷ سال (۱۳۵۷–۱۳۵۰) به بیشتر نقاط ایران سفر و اطلاعات ارزشمندی را دربارهٔ ژئومورفولوژی این کشور جمع‌آوری کرد. بخش عمدهٔ پیشرفت‌های علمی و آموزشی و تربیت متخصصان نسل جدیدتر ژئومورفولوژی در ایران مدیون زحمات فرج‌الله محمودی، مقصود خیام و عبدالحمید رجایی است. علاوه بر ایشان، دانشمندان دیگری از جمله محمود حریریان، مهدی صدیقی، بدیع‌الله فیروزی، جمشید جداری عیوضی و حسن احمدی به گسترش دانش ژئومورفولوژی در ایران کمک کردند.
تا پیش از تفکیک شاخه ژئومورفولوژی از جغرافیای طبیعی، دانشجویان مقاطع کارشناسی ارشد و دکتری، به دلخواه پایان‌نامهٔ خود را در یکی از موضوعات اقلیم‌شناسی یا ژئومورفولوژی می‌گذراندند. پس از تفکیک این گرایش‌های رشته جغرافیای طبیعی به ژئومورفولوژی و اقلیم‌شناسی، رشته ژئومورفولوژی طی نیمهٔ اول دهه ۱۳۷۰ خورشیدی در دانشگاه‌های تهران و تبریز راه‌اندازی و سپس به دیگر واحدهای دانشگاهی کشور گسترش می‌یابد. در حال حاضر علاوه بر مقطع کارشناسی، دانشجویان کارشناسی ارشد و دکترای ژئومورفولوژی در دانشگاه‌های بزرگ دولتی و برخی واحدهای دانشگاه آزاد اسلامی پذیرفته می‌شوند. اکنون دانشکده جغرافیای دانشگاه تهران با مساعدت‌های موسسه جغرافیا و انجمن ایرانی ژئومورفولوژی کانون اصلی فعالیت‌های ژئومورفولوژی در ایران به‌شمار می‌رود.
انتشارات ژئومورفولوژی در ایران را می‌توان به سه بخش کتاب‌ها، مقاله‌ها و نقشه‌های ژئومورفولوژی تقسیم نمود. کتاب‌ها عمدتاً در زمینه مبانی ژئومورفولوژی، ژئومورفولوژی کاربردی، ژئومورفولوژی ایران، فرهنگ ژئومورفولوژی و کاربرد سنجش از دور و سیستم اطلاعات جغرافیایی در ژئومورفولوژی منتشر شده‌اند. مقاله‌های ژئومورفولوژی نیز در مجلات گوناگون علمی- پژوهشی کشور که وابسته به دانشگاه‌ها یا موسسه‌های پژوهشی هستند، به چاپ می‌رسد. در این بین به‌ترتیب مقالات ژئومورفولوژی عمومی، ساختمانی، فرایندهای دامنه‌ای و رودخانه‌ای، ژئومورفولوژی دیرینه و تکامل چشم‌انداز، بیابان و فرایندهای بادی، ژئومورفولوژی ساحلی، هوازدگی و کارست، ماهیت و تاریخچه ژئومورفولوژی، ژئومورفولوژی کاربردی و ژئومورفولوژی یخچالی بیشترین درصد مقالات را به‌خود اختصاص می‌دهند. فعالیت‌ها در زمینه تهیه نقشه‌های ژئومورفولوژی در ایران چندان زیاد نبوده و منحصر به کارهای فرج‌الله محمودی، جمشید جداری عیوضی، محمدرضا ثروتی و سپس سازمان زمین‌شناسی و در حال حاضر مؤسسه جغرافیای دانشگاه تهران می‌گردد.

## قلمرو مطالعه

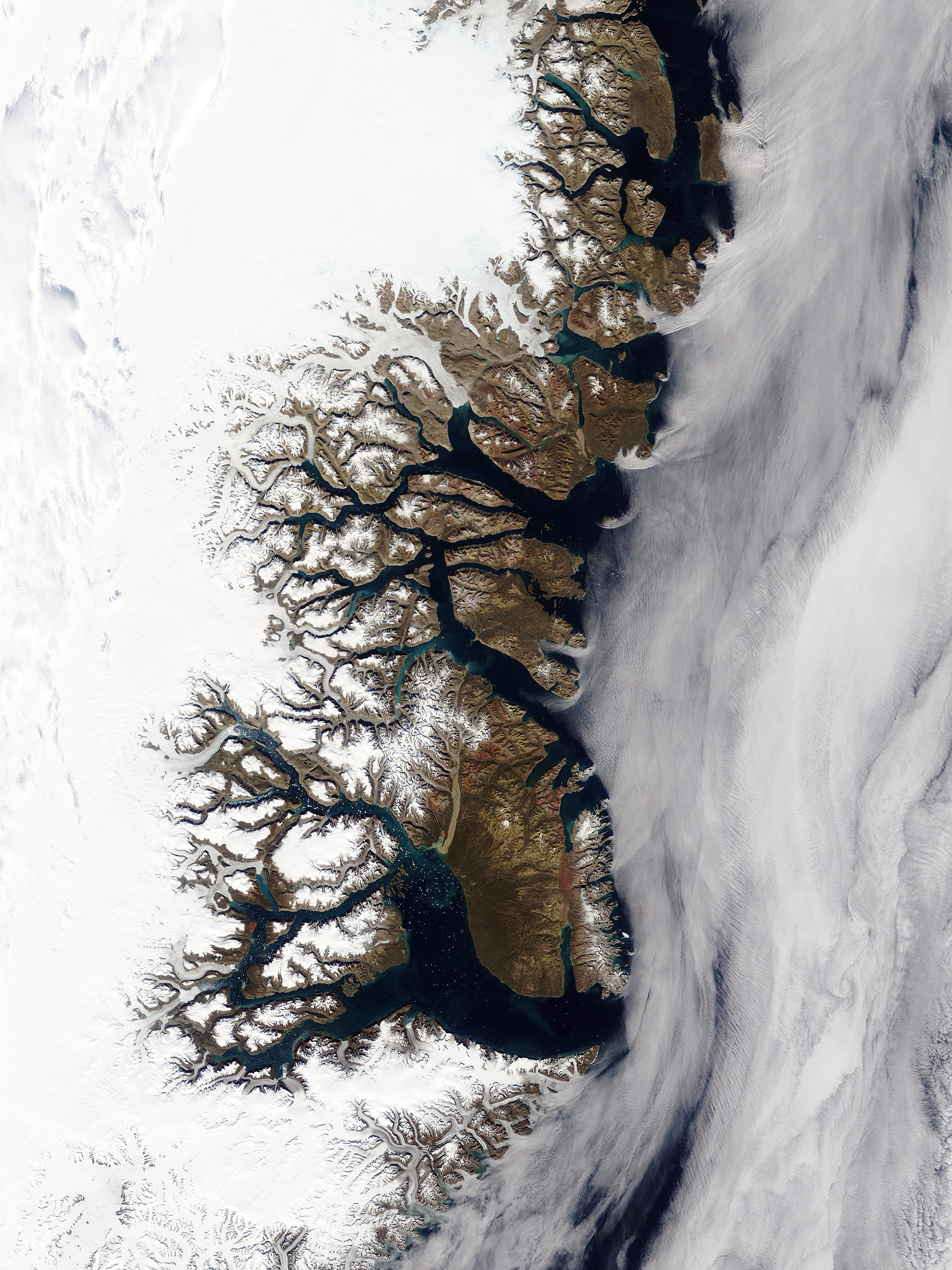
تصویر ماهواره‌ای یک آبدره (فیورد) در گرینلند

موضوع ویژه مطالعه ژئومورفولوژی سطح تماس و محل برخورد قلمرو سه‌گانه آبی، گازی و جامد است. به عبارت دیگر محیط مطالعه ژئومورفولوژی محل تلاقی پوسته جامد زمین، هواکره و آب‌کره است. سطح زمین از منابع گوناگون انرژی بهره‌مند می‌شود و قلمرو فیزیکی و جغرافیایی ویژه‌ای را به‌وجود می‌آورد که ویژگی عمدهٔ آن تحرک و پویایی (دینامیک) آن است. این پویایی در مقیاس زمانی و مکانی، در سطوح کاملاً متفاوت ظاهر می‌گردد که در بُعد زمانی به میلیاردها سال تحول ژئوفیزیکی کره زمین مربوط می‌شود و در بعد مکانی از ذره بسیار کوچک در حد یون‌ها تا سیاره زمین گسترش می‌یابد.
موضوعات ژئومورفولوژی که بخش اعظم محیط طبیعی یا قلمرو فیزیکی و جغرافیایی را تشکیل می‌دهد، از این قاعده مستثنی نیست و مطالعات آن در زمان و مکان‌های مختلف از چندین روز تا چندین میلیارد سال، و در مقیاس میکروسکوپی تا مقیاس کره زمین انجام می‌شود. پوسته زمین و سطح آن به‌طور دائم در معرض کشمکش و تعارض عوامل دینامیک درونی و دینامیک بیرونی قرار گرفته و پیوسته می‌کوشد به یک تعادل و پایداری نسبی دست یابد. اشکال موجود در زمین نیز حاصل و عمل مشترک این دو عامل (دینامیک درونی و دینامیک بیرونی زمین) هستند.
ناهمواری‌های اولیه یا اصلی زمین بر اثر دخالت نیروهای درونی به‌وجود می‌آیند؛ بنابراین اشکال اولیه ناهمواری‌ها حاصل دخالت مستقیم دینامیک درونی زمین است. نیروهای دینامیک درونی از داخل زمین منشأ می‌گیرد و شامل فعالیت‌های آتشفشانی، انتقال آرام حرارت کره زمین به سطح و فعالیت‌های زمین‌ساختی است. معمولاً این نیروها سبب تغییرات بزرگ‌مقیاس در سطح زمین می‌گردند. نیروهای دینامیک بیرونی زمین نیز از منظومه شمسی منشأ می‌گیرد و شامل نیروی گرانش، انرژی خورشیدی و عوامل اقلیمی است.
دینامیک بیرونی زمین در ارتباط با شرایط اقلیمی در حالت‌های مختلف بر سطح زمین اثر کرده و اشکال آن را در طول زمان، متناسب با ماهیت اشکال اولیه و مکان قرارگیری آن‌ها در سطح زمین تغییر داده و چهرهٔ جدیدی به آن‌ها می‌دهد.
در سطح کره زمین عواملی که موجب دگرگونی و تغییر شکل می‌شوند به عوامل مورفوژنیک (شکل‌زا) معروف هستند و مطالعه آن‌ها در قلمرو ژئومورفولوژی قرار می‌گیرد. این روش بر اساس نگرش سیستمی است، زیرا عوامل یاد شده با یکدیگر در ارتباط کامل هستند. بدین ترتیب که عوامل شکل‌زا در یک سطح تماس منجر به تولید سازندهای سطحی، خاک و شکل‌بندی جدیدی می‌شوند. سازندهای سطحی در این قسمت از سطح زمین، از تغییرات تشکیلات زمین‌شناسی در تماس با هواکره و آب به‌دست می‌آید که به هوازدگی معروف است. در مطالعهٔ ناهمواری‌های پوسته جامد زمین می‌توان سه ناحیه به شرح زیر تشخیص داد:
- زمین‌هایی که در آب فرورفته‌اند (اعماق دریاها و دریاچه‌ها).
- زمین‌هایی که خارج از آب هستند یعنی خشکی‌ها.
- ناحیه تلاقی این دو یعنی ساحل که خود قلمرو ویژه‌ای است.[۳۹]

#### مقایسه ژئومورفولوژی با زمین‌شناسی
ژئومورفولوژی باعث پیوند جغرافیا با زمین‌شناسی شده‌است. زمین‌شناسان به چگونگی پیدایش ناهمواری‌ها اهمیت بیشتری قائلند. در صورتی که جغرافیدانان به شکل کنونی اهمیت داده و بر عملکرد این اشکال تأکید می‌کنند.

## شاخه‌ها
پس از ظهور ژئومورفولوژی به‌عنوان یک شاخه علمی مستقل توسط ویلیام موریس دیویس، این علم در چهار قلمرو ژئومورفولوژی تاریخی، ژئومورفولوژی فرایند، ژئومورفولوژی مدرن و سپس ژئومورفولوژی کاربردی توسعه یافته‌است. در ژئومورفولوژی مدرن با عمر کوتاه، ژئومورفولوژیست‌ها سه موضوع مهم از زمین‌چهرها یعنی شکل، فرایند و زمان را مطالعه می‌نمایند.
مطالعات فرایند (و مطالعات کمّی) برای سه یا چهار دهه از حاکمیتی جدی برخوردار گشت و مطالعات تاریخی که به واسطه مطالعات کمّی از میدان به‌دررفته بود بعداً با ساختاری قوی‌تر برگشت و در ترکیب با مطالعات فرایند، ژئومورفولوژی مدرن را به‌وجود آورد. ژئومورفولوژی کاربردی که بعد از جنگ جهانی دوم پدید آمد، زادهٔ ژئومورفولوژی مدرن است. در بطن این تحولات انواع دیگر شاخه‌های ژئومورفولوژی نیز به‌وجود آمدند که از جمله آن‌ها می‌توان به ژئومورفولوژی ساختمانی و ژئومورفولوژی اقلیمی اشاره نمود. در حال حاضر دوشاخه اصلی ژئومورفولوژی عبارتند از ژئومورفولوژی نظری (محض) و ژئومورفولوژی عملی (کاربردی). همچنین ژئومورفولوژی نظری (محض) نیز متشکل از ژئومورفولوژی ساختمانی و (دینامیک درونی) و ژئومورفولوژی اقلیمی (دینامیک بیرونی) است.

### ژئومورفولوژی ساختمانی

فرورانش یک پوسته اقیانوسی تحت تأثیر نیروی زمین‌ساخت صفحه‌ای و تشکیل کمربند کوه‌زایی غیربرخوردی (مثال: رشته‌کوه آند).

ژئومورفولوژی ساختمانی ناهمواری را در رابطه با ساختمان زمین‌شناسی بررسی می‌کند و سپس اشکال ساختمانی را طبقه‌بندی می‌نماید و از ماهیت سنگ‌ها و طرز قرار گرفتن آن‌ها و پدیده‌هایی که از عمل زمین‌ساخت (مانند خمیدگی‌های طبقات، شکستگی‌ها، چین‌ها و…) حاصل می‌شود، بحث می‌کند. به‌عبارت دیگر خطوط اصلی پیکرشناسی ساختمان زمین از طبیعت سنگ‌ها و نظم و ترتیب آن‌ها شناخته می‌شود و می‌توان گفت قسمت عمده شکل‌گیری‌های پوسته زمین به وسیله این علم شناخته می‌شوند. چنانچه ناهمواری را در رابطه با ساختمان زمین‌شناسی مطالعه کنیم و اشکال ساختمانی را طبقه‌بندی و تعریف نماییم با ژئومورفولوژی ساختمانی سر و کار خواهیم داشت. به عبارت دیگر اصول پیکرشناسی ساختمان زمین به کمک طبیعت سنگ‌ها یعنی ساختمان سنگ‌شناسی و نظم و ترتیب آن‌ها، (یعنی ساختمان زمین) مورد مطالعه قرار می‌گیرند.
بر اساس نظریه‌ها و مباحث موجود در ژئومورفولوژی ساختمانی، یک سری نیروها تحت عنوان عوامل درون‌زا که منشأ آن‌ها ماگما است، بر پوسته زمین اثر گذاشته و با حرکاتی مثل کوه‌زایی و خشکی‌زایی آن را متأثر می‌سازند. در نتیجه این نیروها اسکلت اصلی ناهمواری‌های سطح کره زمین یا ناحیه‌ای از آن را پی‌ریزی نموده و واحدهای اصلی و بزرگ‌مقیاس ناهمواری را پدیدمی‌آورند. این‌گونه زمین‌چهرها را می‌توان در قالب ماکروتوپوگرافی یا ماکروژئومورفولوژی مورد مطالعه قرار داد.

### ژئومورفولوژی اقلیمی

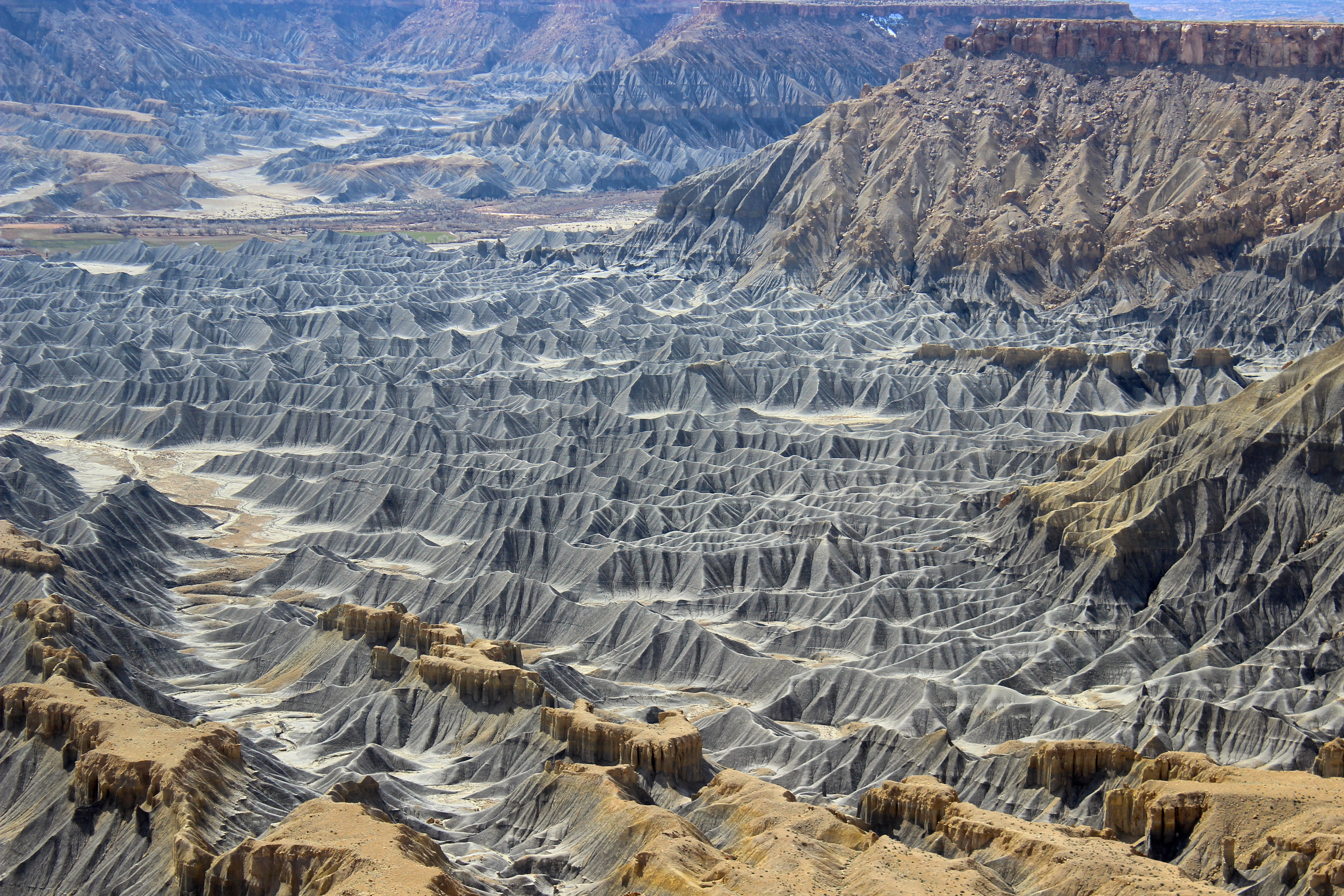
بدبوم‌های پدید آمده در شیل‌های بریده‌شده توسط رود فرمونت در فلات کنویل شمالی در ایالت یوتا که به‌نام دروازه آبی معروف است. گرو کارل گیلبرت این منطقه را با جزئیات کامل مطالعه و تشریح کرد که اساس مشاهدات وی در بسیاری از مطالعات ژئومورفولوژیکی را شکل داد.

ژئومورفولوژی اقلیمی از زیرشاخه‌های دانش ژئومورفولوژی است که ناهمواری‌های زمین را در رابطه با اثر اقلیم در ارتباط با ساختمان زمین‌شناسی بررسی می‌کند و ظهور اشکال ناهمواری را از طریق فرسایش تفریقی بیان می‌نماید. ژئومورفولوژی اقلیمی به نقش عوامل سازنده دینامیک بیرونی و چگونگی عمل‌کرد آن‌ها به‌ترتیب دخالت زمانی و به تفکیک عامل می‌پردازد. مهم‌ترین عوامل دینامیک بیرونی دما و بارندگی و تغییرات فیزیکی آن‌ها بر حسب زمان و مکان می‌باشند که به‌صورت عوامل حمل مانند آب‌های جاری، باد و یخچال‌ها موجب کنده‌کاری ناهمواری‌ها گشته و کم و بیش موجب تخریب و از بین رفتن آن‌ها می‌گردند، مطالعه این گونه عوامل، ژئومورفولوژی [اقلیمی یا فرسایشی را تشکیل می‌دهد. ژئومورفولوژی اقلیمی به‌نحوی چهرهٔ ظاهری ناهمواری‌ها را بررسی می‌کند. در حالی که ژئومورفولوژی ساختمانی، استخوان‌بندی ناهمواری را در ارتباط با اهمیت نسبی و نظم و ترتیب توده‌هایی از سنگ مطالعه می‌نماید که در برابر فرسایش مقاومت‌های متفاوتی دارند.
ژئومورفولوژی اقلیمی و دینامیک بیرونی، نقش و تأثیر اتمسفر (هوا و اقلیم) و سایر عوامل خارجی را بر پوسته زمین و ناهمواری‌های آن بررسی می‌کند. در واقع یک‌سری نیروها تحت عنوان عوامل برون‌زا وارد عمل شده و به دست‌کاری یا تغییر و تحول ساختمان و اسکلت ناهمواری‌ها می‌پردازد. این عوامل عبارتند از: عوامل اقلیم‌فرسا (اثر هوای ساکن، اثر هوای جاری یا باد، یخ و یخچال، بارندگی و آب‌های روان)، عوامل بیوژنیک (گیاهان و جانوران) و عوامل آنتروپوژنیک و تکنوژنیک (انسان و تکنولوژی وابسته به وی). منشأ و خاستگاه عوامل برون‌زا عمدتاً امواج الکترومنیتیک (انرژی خورشیدی)، شیب زمین، نیروی گرانش، نیروی کوریولیس و گریز از مرکز و نیروی کشندی (جزر و مد) و امثال آن است. این عوامل عمدتاً به‌صورت تغییر دهندهٔ ناهمواری‌ها وارد عمل شده و هدف نهایی آن‌ها کاهش و تقلیل حجم برجستگی‌ها، تسطیح ناهمواری‌ها و نهایتاً محو کامل آن‌ها است. این اَعمال در قالب سه فرایند تخریب و فرسایش، حمل و رسوب مواد صورت می‌گیرد. البته این اهداف زمانی تحقق می‌یابد که عوامل و نیروهای درون‌زا بدون واکنش بوده و حالت انفعالی داشته باشند. در حالی که چنین نبوده و به‌طور هم‌زمان با فعالیت نیروهای بیرونی، نیروهای درونی نیز وارد عمل شده و واکنش نشان می‌دهند.

### ژئومورفولوژی دیرینه
ژئومورفولوژی دیرینه وضعیت ناهمواری‌های گذشته زمین را مورد بررسی قرار می‌دهد و دانشمندان علوم زمین از تجزیه و تحلیل آن، تاریخ زمین را مورد مطالعه قرار می‌دهند. همچنین علم خاک‌شناسی دیرینه در مطالعات ژئومورفولوژی دیرینه مورد استفاده قرار می‌گیرد. در ژئومورفولوژی دیرینه، ناهمواری‌های گوناگونی مورد مطالعه قرار می‌گیرد که عبارتند از: ناهمواری‌های به‌جا مانده، ناهمواری‌های دفن‌شده و ناهمواری‌های از زیرخاک درآمده.

### ژئومورفولوژی سیستماتیک
ژئومورفولوژی سیستماتیک به دانش رده‌بندی چشم‌اندازهای طبیعی گفته می‌شود. از آنجا که پیچیدگی عارضه‌های سطح زمین گیج‌کننده است، رده‌بندی آن‌ها کار ساده‌ای نیست و به‌طور معمول این کار بر اساس برخی نظریات تکاملی انجام می‌شود.

## فرایندها در ژئومورفولوژی

کلوت‌های کویر لوت

به مجموعه عوامل و نیروهای درونی و بیرونی که باعث ایجاد تغییر در چشم‌انداز زمین شده، فرایند و به مجموعه شکل‌های ارضی که در نتیجه عملکرد فرایندهای گوناگون ایجاد می‌شوند، فرم گفته می‌شود.
فرایندهای اولیهٔ تشکیل‌دهنده بیشتر عوارض توپوگرافی سطح زمین شامل باد، امواج دریا، انحلال شیمیایی، حرکات توده‌ای، حرکت آب‌های زیرزمینی، جریان آب‌های سطحی، فعالیت‌های یخچالی، حرکات تکتونیکی و فعالیت‌های آتشفشانی است. به غیر از این فرایندهای اصلی و عمده، فرایندهای ژئومورفیک دیگری مانند فرایندهای بین‌یخچالی (ذوب و انجماد)، انحلال نمک و عوامل فرازمینی مانند شهاب‌سنگ‌ها نیز در تغییر شکل و چهره چشم‌اندازهای زمین دخالت دارند.
امروزه علم ژئومورفولوژی به تبیین و تحلیل فرم و فرایندهای ژئومورفیک موجود در سطح زمین می‌پردازد که این موضوع حاکی از دیدگاه سیستمی در این علم است.
پیشرفت‌ها در زمینه تاریخ زمین‌شناختی زمین، ژئومورفولوژیست‌ها را قادر ساخته تا بتوانند مقیاس‌های زمانی زمین‌شناختی که در آن فرایندهای ژئومورفولوژیک صورت می‌گیرد را اندازه‌گیری نمایند.
همچنین استفاده از تکنیک‌ها و ابزارهای نوین مانند سامانه موقعیت‌یاب جهانی، مدل‌های رقومی تهیه شده از تکنیک‌های سنجش از دور و اسکن لیزری امکان مطالعه کمّی این فرایندها را فراهم ساخته‌است. از مدل‌سازی و شبیه‌سازی‌های رایانه‌ای نیز برای بررسی نحوه عمل این فرایندها در طول زمان استفاده می‌شود.

### فرایندهای رودخانه‌ای

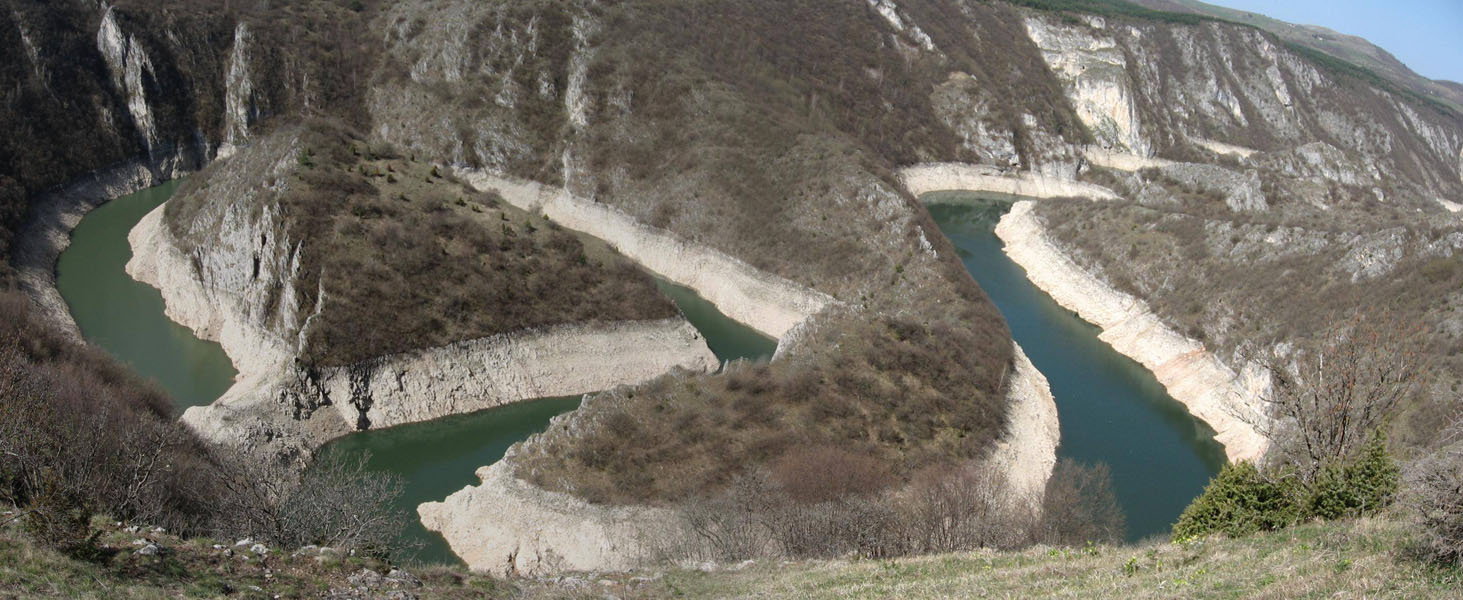
دره پیچان‌رود اوواچ در صربستان و بوسنی و هرزگوین

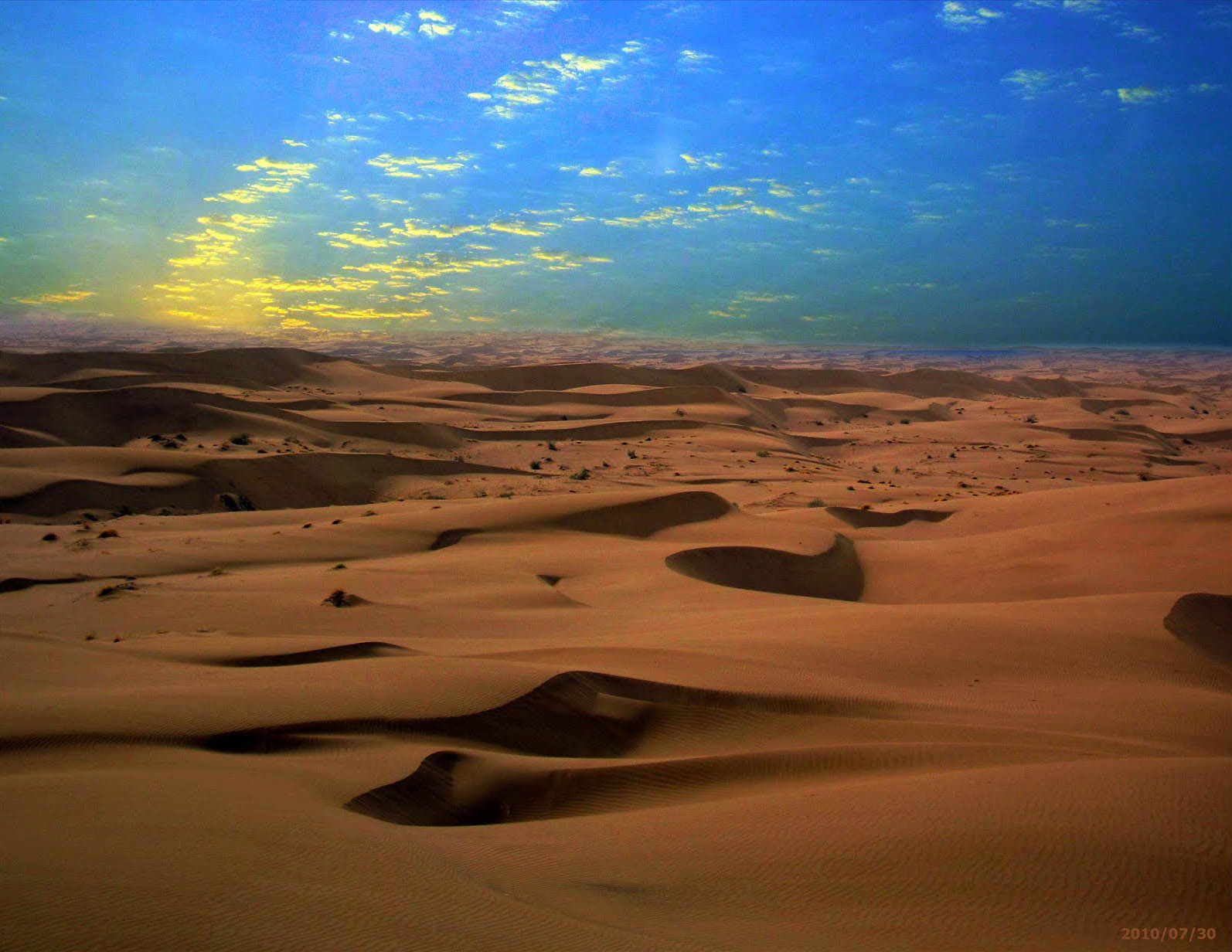
تپه‌های ماسه‌ای تشکیل‌شده بر اثر فرایندهای بادی در کویر مرنجاب

رودخانه‌ها و نهرها به همراه آب، رسوبات را حمل و جابه‌جا می‌کنند. آب در هنگام جریان داشتن در بستر کانال خود قادر است رسوبات را به سمت پایین‌دست حوضه خود حمل و جابه‌جا نماید. این جابه‌جایی به شکل بار بستر و بار معلق یا محلول صورت می‌گیرد. میزان حمل رسوبات به مقدار موجود بودن رسوبات و میزان دبی رود دارد.
همچنین رودخانه‌ها می‌توانند سنگ‌های بستر خود و دامنه‌های پیرامون خود را فرسایش داده و رسوبات جدیدی تولید نمایند. به‌این صورت رودخانه‌ها تنظیم‌کننده سطح اساس در تحول و دگرگونی چشم‌اندازهای بزرگ‌مقیاس در محیط‌های غیریخچالی محسوب می‌شوند. رودخانه‌ها عاملی کلیدی در میان عناصر چشم‌انداز محسوب می‌شوند.

### فرایندهای بادی
فرایندهای بادی حاصل فعالیت باد و به‌ویژه توانایی باد در شکل‌دادن و تغییر سطح زمین است. باد قادر به کاوش، جابه‌جایی و تراکم مواد است و در نواحی با پوشش گیاهی ضعیف، عاملی مؤثر در فرسایش رسوبات سست به‌شمار می‌رود. اگرچه در بیشتر محیط‌ها آب و فرایندهای رودخانه‌ای قدرت حمل رسوب بیشتری نسبت به باد دارند ولی فرایندهای بادی در محیط‌هایی مانند بیابان از اهمیت بیشتری برخوردار است.

### فرایندهای دامنه‌ای

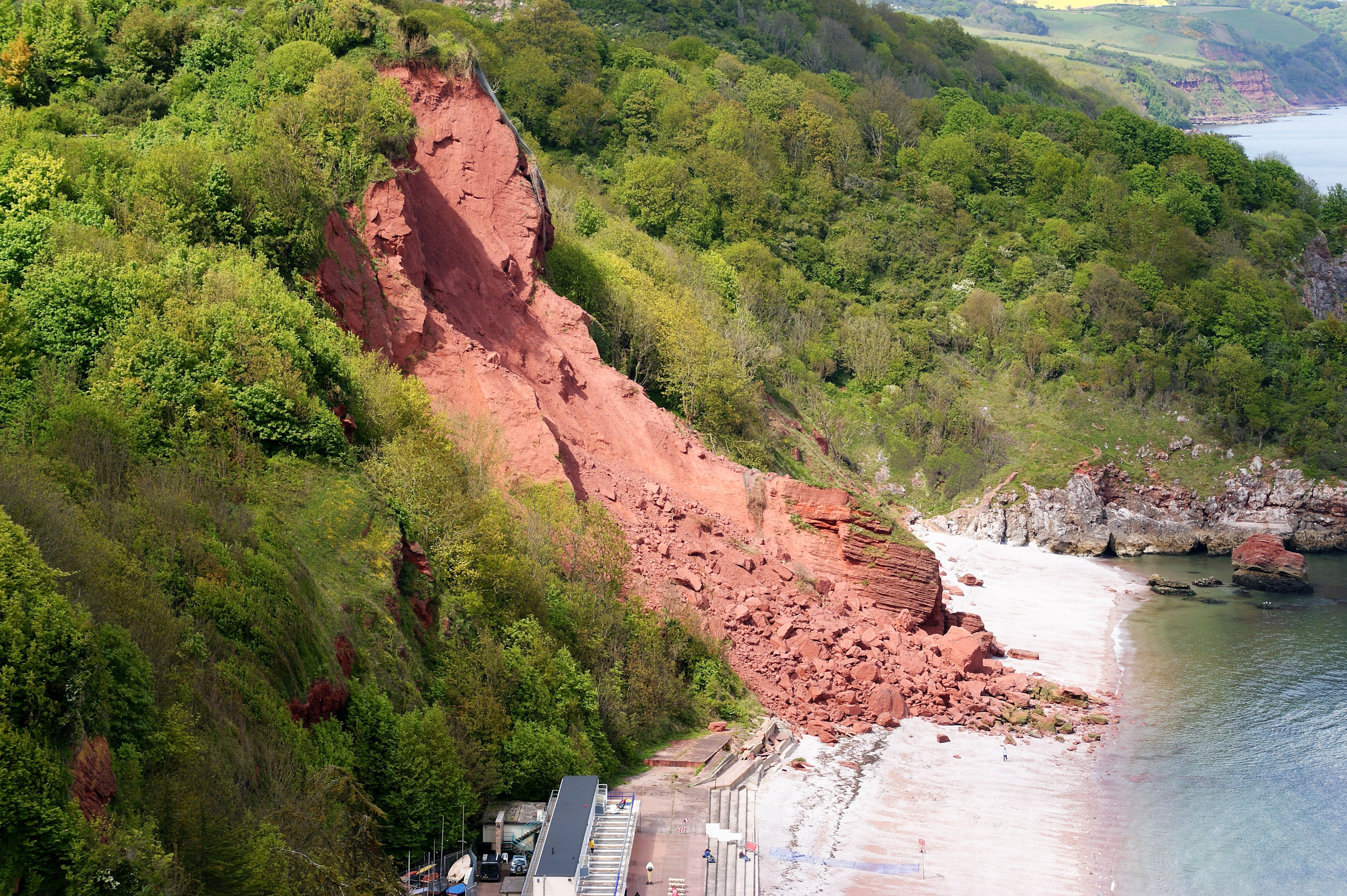
سنگ‌لغزش در دوون انگلستان

سنگ و خاک تحت تأثیر نیروی گرانش به شکل خزش، لغزش، جریان‌های گِلی، ریزش به سمت پایین دامنه جابه‌جا می‌شود. این فرایندها علاوه بر کره زمین در ناهید، مریخ، تیتان و یاپتوس نیز دیده شده‌است.
فرایندهای دامنه‌ای می‌توانند توپولوژی سطح دامنه‌ها را تغییر دهند که این تغییر نیز به نوبه خود می‌تواند باعث تغییر در فرایندهای دامنه‌ای شود.
آن‌دسته از فرایندهای دامنه‌ای که به حد آستانه بحرانی می‌رسند، قادر به جابه‌جایی حجم بسیار زیادی از مواد به‌صورت بسیار سریع می‌باشند که این موضوع، فرایندهای دامنه‌ای را به عاملی بسیار مهم در تغییر چشم‌اندازهای دارای فعالیت تکتونیکی تبدیل ساخته‌است.
در سطح زمین، فرایندهای زیستی مانند حفاری موجودات زنده یا اثرات ریشه درختان نیز ممکن است نقش مهمی در میزان و شدت فرایندهای دامنه‌ای ایفا نماید.

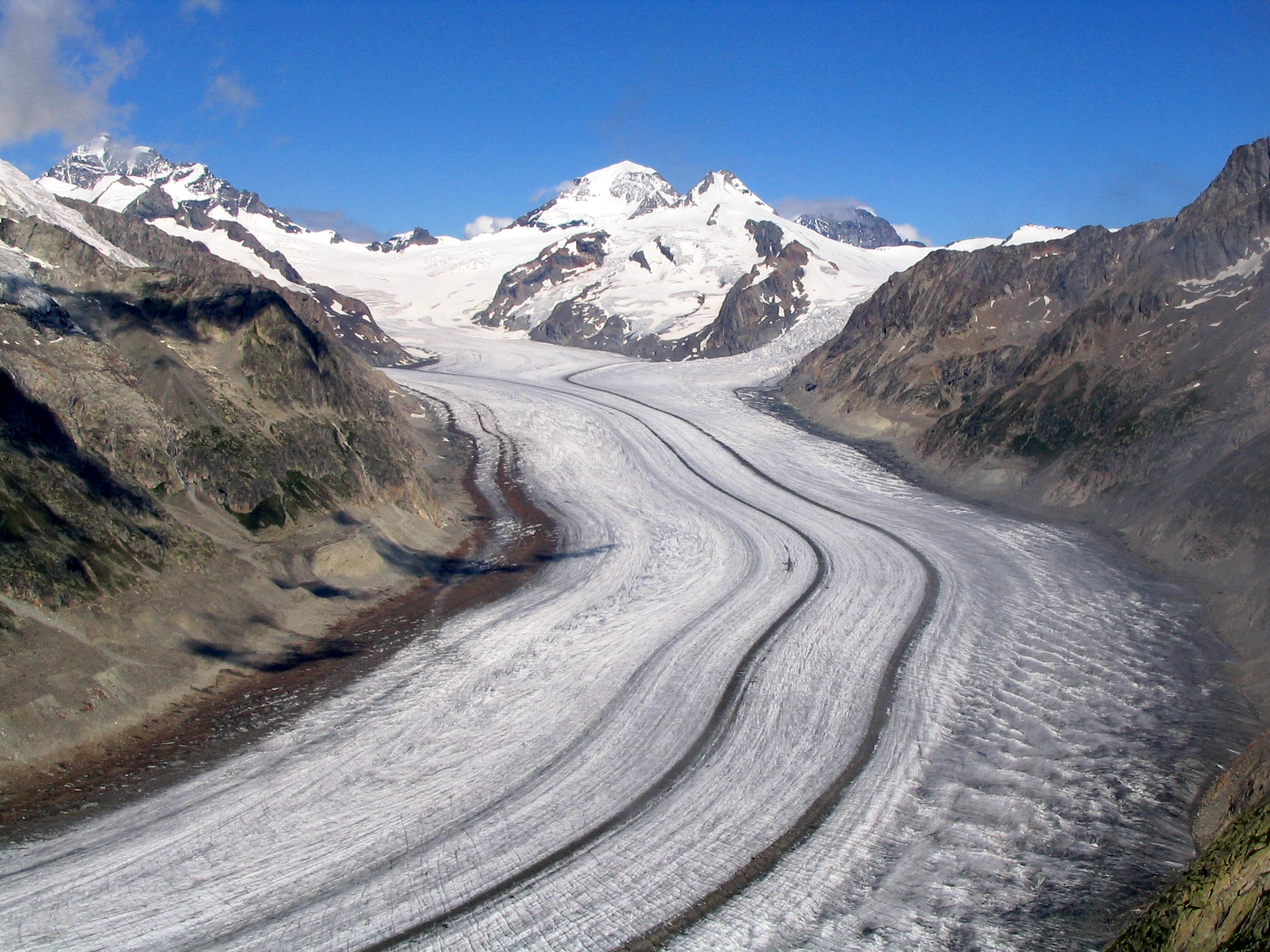
یخچال Aletsch در سوئیس، بزرگ‌ترین یخچال آلپ

### فرایندهای یخچالی
یخچال‌ها با وجود گسترش جغرافیایی محدود، از عوامل مؤثر در تغییر چشم‌اندازها به‌شمار می‌روند. حرکت تدریجی یخ به‌سمت پایین باعث سایش و برداشت سنگ‌های زیرین و کناری یخچال می‌شود. سایش یخچال موادی ریزدانه به‌نام آردسنگ یخچالی تولید می‌کند. آوار و رسوباتی که توسط یخچال حمل شده و پس از عقب‌نشینی یخچال به‌جا می‌ماند یخرفت نام دارد. فرسایش یخچالی باعث ایجاد دره‌های U شکل می‌شود، برخلاف دره‌های V شکل که منشاٰ رودخانه‌ای دارند.
همراهی فرایندهای یخچالی با دیگر عناصر چشم‌انداز به‌ویژه فرایندهای رودخانه‌ای و دامنه‌ای عامل مهمی در شکل‌دهی و تغییر چشم‌اندازهای دوره پلیوپلیستوسن است و رسوبات آن در محیط‌های کوهستانی مرتفع به‌جای مانده‌است. در محیط‌هایی که در دوران اخیر تحت تأثیر یخچال بوده‌اند ولی در حال حاضر اثری از یخچال در آن‌ها وجود ندارد در مقایسه با محیط‌هایی که هرگز یخچالی نبوده‌اند، میزان تغییر و تحول بیشتری در چشم‌انداز به چشم می‌خورد. فرایندهای ژئومورفیک غیریخچالی که در عین حال توسط یخچال‌های دوران گذشته شکل گرفته‌اند، به نام فرایندهای نیمه‌یخچالی نامیده می‌شود. این مفهوم با فرایندهای بین‌یخچالی که به‌طور مستقیم با تشکیل و ذوب یخ مرتبط است، تفاوت دارد.

### فرایندهای ساحلی

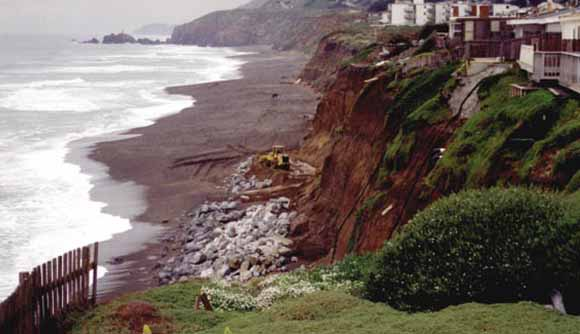
تخریب خانه‌های ساحل پاسیفیکا، کالیفرنیا پس از یک توفان بزرگ در سال ۱۹۹۷

باد، امواج، جزر و مد و جریان‌های دریایی مهم‌ترین فرایندهای تأثیرگذار در آب‌های ساحلی هستند. این فرایندها انرژی لازم را برای شکل‌دهی یا تغییر نوار ساحلی از طریق فرسایش، حمل و رسوب‌گذاری تأمین می‌کنند. با وجود این‌که امواج، جزر و مد و جریان‌های دریایی در ارتباط با همدیگر عمل می‌کنند، ولی یکی از فرایندها ممکن است اثر دیگر فرایندها را افزایش یا کاهش دهد.
فرایندهای ساحلی از راه‌های مختلفی ایجاد می‌شوند و برخی نیز چندین منشأ دارند. انواع جریان‌های ساحلی عبارتند از:
- جریان گردابی: زمانی که آب حاصل از شکست امواج، به‌طور زاویه‌دار به خط ساحلی می‌رسند، این نوع جریان تشکیل می‌شود.
- جریان ناشی از امواج: هنگامی که امواج به‌طور زاویه‌دار به خط ساحلی می‌رسند، موجب جریان آب در امتداد ساحل می‌شوند و این جریان را ایجاد می‌کند.
- جریان جزر و مدی: در اثر حرکات جزر و مدی و بالا و پایین رفتن آب بر اثر جزر و مد ایجاد می‌شود.
- جریان اقیانوسی: حرکت توده‌ای و آرام آب در واکنش به تغییرات شوری و دمای آب و فشار اتمسفر و باد است.
- جریان ناشی از وزش باد: در جهت وزش باد ایجاد می‌شود.
- جریان رودخانه‌ای: جایی که رودخانه وارد دریا می‌شود، این نوع جریان ایجاد می‌شود.

همچنین جریان‌های ناشی از اختلاف چگالی نیز وجود دارد که آب از مناطق با چگالی بیشتر به مناطقی با چگالی کمتر حرکت می‌کند ولی در سواحل تأثیری ندارند.

### فرایندهای زمین‌ساختی

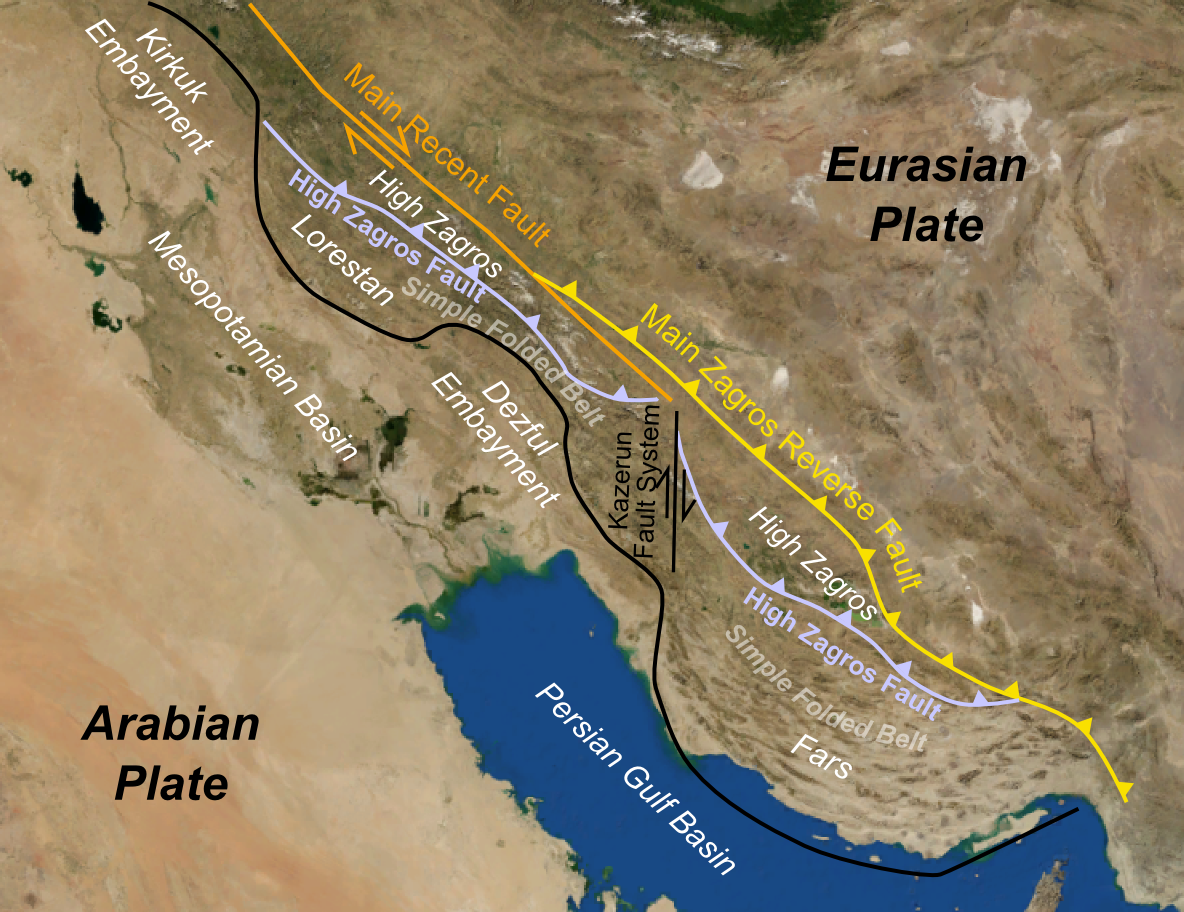
گسل سراسری زاگرس (به رنگ زرد) و دیگر گسل‌های زاگرس که بر اثر فرایندهای زمین‌ساختی پدید آمده‌اند.

تأثیرات تکتونیک (زمین‌ساخت) بر ژئومورفولوژی می‌تواند در بازه‌ای از چند میلیون سال تا یک دقیقه یا کمتر متغیر باشد. تأثیرات زمین‌ساخت بر چشم‌اندازها وابستگی زیادی به ویژگی‌های سنگ بستر زیرین دارد که شکل‌گیری نوع مورفولوژی زمین‌ساختی را کنترل می‌کند. زمین‌لرزه می‌تواند در عرض چند دقیقه اراضی وسیعی را به در آب غرق کرده و تالاب‌های جدید ایجاد نماید. تغییرات ایزوستاتیک در طول صدها یا هزاران سال می‌تواند تغییرات قابل‌توجهی را ایجاد نماید و باعث فرسایش کمربندهای کوه‌زایی و کمربندهای بالازدگی در زمین شود. حرکات بلندمدت تکتونیک صفحه‌ای باعث بالاآمدگی کمربندهای کوه‌زایی، تشکیل رشته‌کوه‌های بزرگ به‌صورت کانون فرایندهای رودخانه‌ای و دامنه‌ای و تولید رسوب در مدت طولانی گردد.
فرایندهای عمیق‌تر در گوشته زمین مانند گازهای گوشته و لایه‌لایه شدن سنگ‌کره زیرین نیز می‌تواند در طولانی‌مدت (بیش از میلیون سال) و در مقیاس بزرگ (هزاران کیلومتر مربع) نقش مهمی را در تغییر و تحول توپوگرافی زمین ایفا نماید.

### فرایندهای آذرین

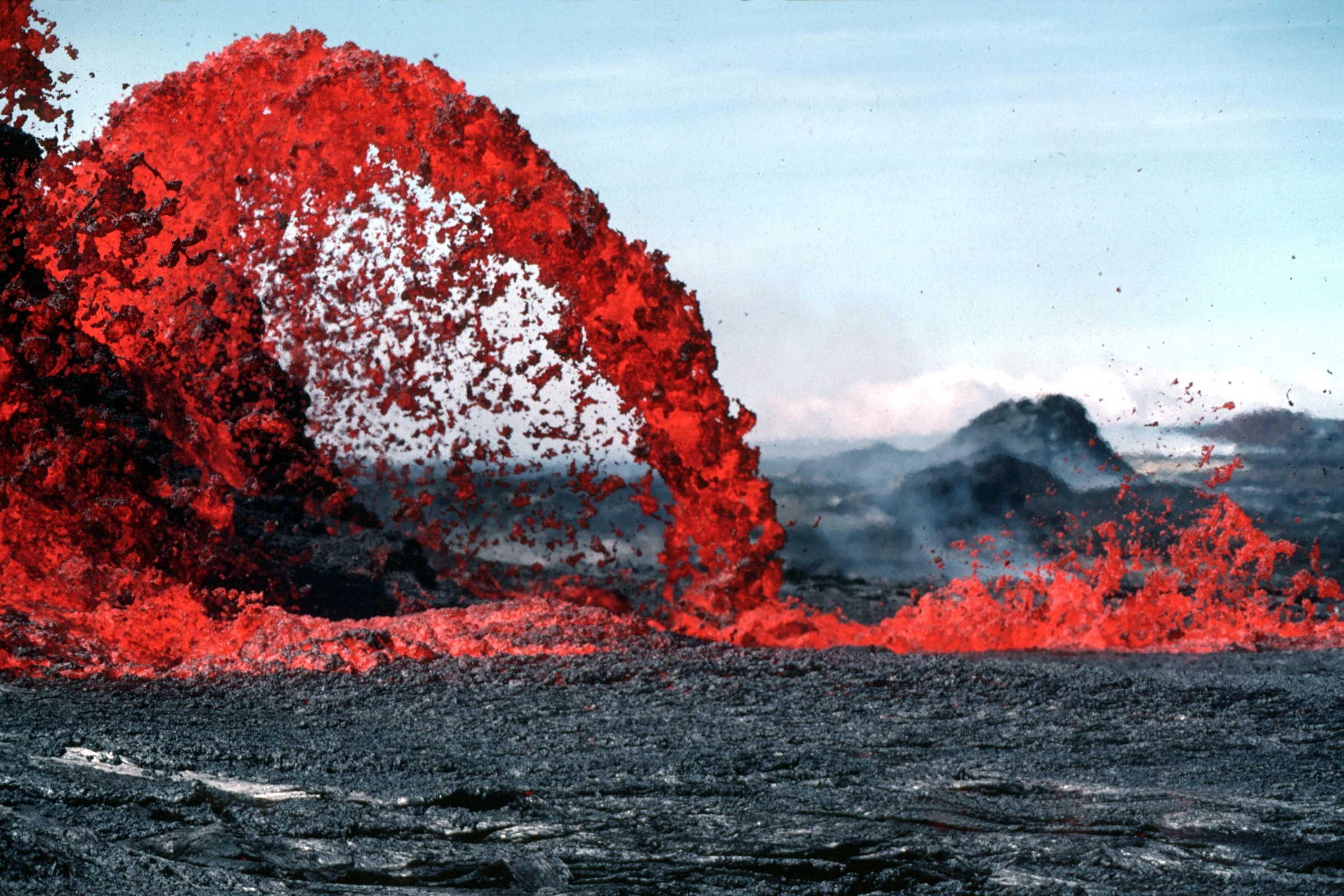
گدازه‌های ناشی از فوران آتشفشانی در جزایر هاوایی.

فرایندهای آذرین آتشفشانی (فورانی) و پلوتونیک (نفوذی) تأثیرات مهمی در ژئومورفولوژی دارند. فعالیت آتشفشان‌ها باعث تجدید جوانی چشم‌اندازها، پوشیده شدن سطوح قدیمی با گدازه، انتشار مواد آذرآواری و تغییر مسیر رودخانه‌ها می‌گردد. مخروط‌های آتشفشانی ایجاد شده بر اثر فوران، توپوگرافی مهمی را می‌سازد که می‌تواند تحت تأثیر دیگر فرایندهای سطحی قرار گیرد. سنگ‌های نفوذی که در عمق زمین سرد و محکم شده‌اند، بسته به این‌که دارای تراکم کمتر یا متراکم‌تر از سنگ پیشین باشند، می‌توانند باعث بالاآمدگی یا نشست سطوح شوند.

### فرایندهای زیستی
تعامل موجودات زنده با لندفرم‌ها یا فرایندهای بیومورفولوژیک به شکل‌های گوناگون باشد. زیست‌شناسی می‌تواند از راه‌های گوناگونی مانند تأثیر بیوشیمی بر هوازدگی و انحلال شیمیایی، تأثیر فرایندهای مکانیکی مانند حفاری موجودات زنده و تأثیر رشد درختان بر تشکیل خاک و حتی کنترل فرسایش جهانی خاک از طریق مدل‌سازی آب‌وهوایی و تعادل دی‌اکسیدکربن بر بسیاری از فرایندهای ژئومورفیک تأثیر بگذارد. چشم‌اندازهای زمینی که در آن نقش عوامل بیولوژیک در فرایندهای سطحی کاملاً قابل چشم‌پوشی باشد، بسیار نادر است ولی ممکن است اطلاعات مهمی برای مطالعه ژئومورفولوژی سایر سیارات مانند مریخ را دربرداشته باشند.

## مقیاس در ژئومورفولوژی

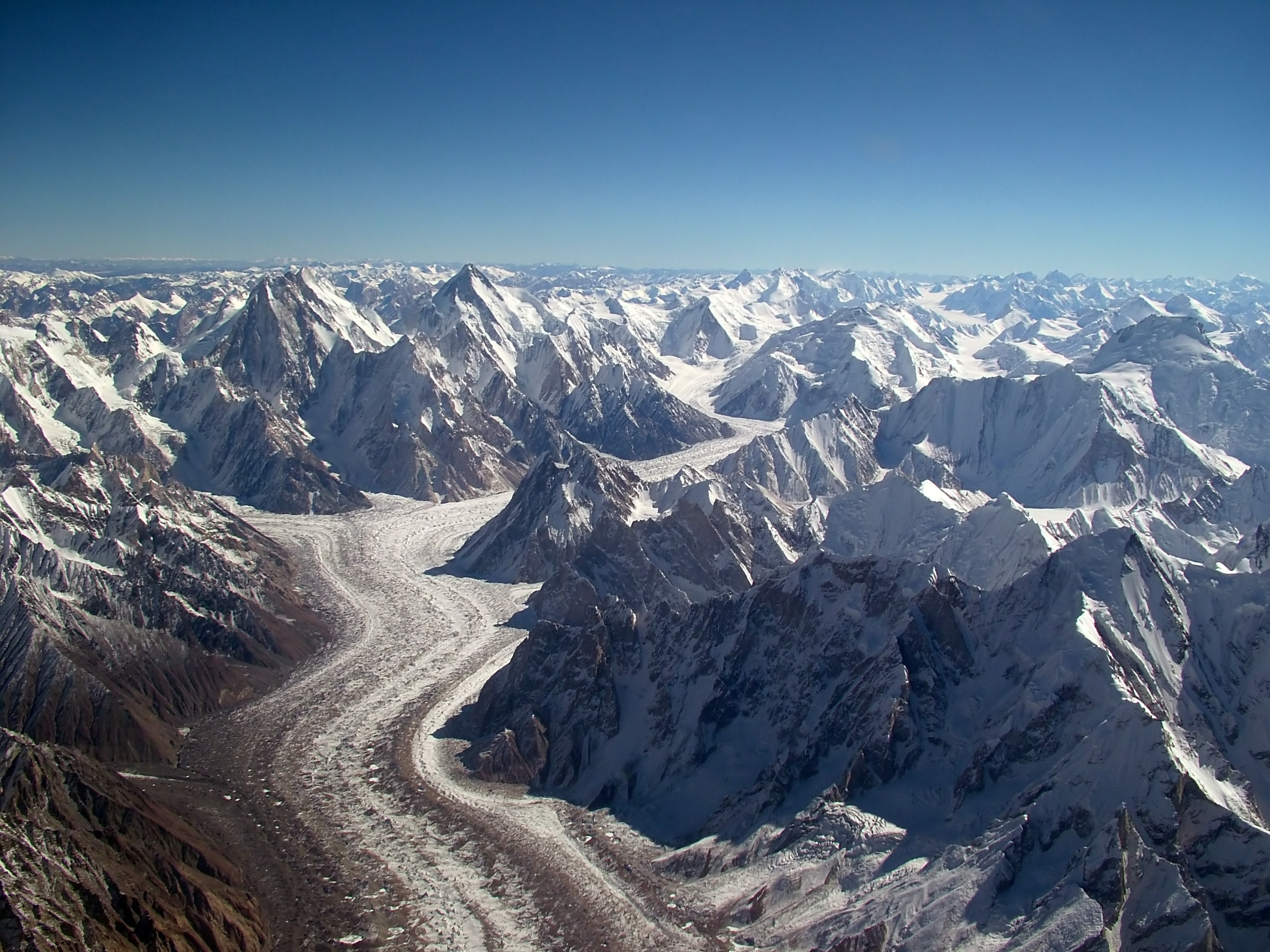
یخچال بالتورو در قراقروم پاکستان با ۶۲ کیلومتر طول یکی از بزرگ‌ترین یخچال‌های کوهستانی دنیاست.

فرایندهای گوناگون ژئومورفولوژی در مقیاس‌های زمانی و مکانی متفاوتی عمل می‌کنند. همچنین ممکن است واکنش و پاسخ چشم‌اندازها به نیروهایی مانند اقلیم و تکتونیک بر اساس مقیاسی که فرایندها در آن رخ می‌دهد، انجام شود. امروزه این دیدگاه‌ها به‌عنوان کلیدی در مطالعات ژئومورفولوژی به‌شمار می‌روند.
به‌منظور سهولت در دسته‌بندی مقیاسی چشم‌اندازها، برخی ژئومورفولوژیست‌ها از این رده‌بندی استفاده می‌کنند:
- یکم: قاره‌ها، حوضه‌های اقیانوسی و مناطق اقلیمی (~۱۰۰۰۰۰۰۰ کیلومتر مربع)
- دوم: سپرها، مانند سپر بالتیک و رشته‌کوه‌ها (~۱۰۰۰۰۰۰ کیلومتر مربع)
- سوم: سرزمین‌های دور از دریا، منطقه ساحل (~۱۰۰۰۰۰ کیلومتر مربع)
- چهارم: ماسیف‌ها مانند ماسیف سانترال در فرانسه یا گروهی از لندفرم‌های مرتبط (~۱۰۰۰۰ کیلومتر مربع)
- پنجم: دره رودخانه‌ها (~۱۰۰۰ کیلومتر مربع)
- ششم: کوه‌ها یا آتشفشان‌های منفرد، دره‌های کوچک (~۱۰۰ کیلومتر مربع)
- هفتم: دامنه‌ها، کانال‌های جریانی و خورها (~۱۰ کیلومتر مربع)
- هشتم: آبکندها (گالی) (~۱ کیلومتر مربع)
- نهم: پدیده‌های در اندازه متر[۷۳]

## کاربردها
ژئومورفولوژی با سایر رشته‌های علوم طبیعی چون هیدرولوژی، کشاورزی، آب و هوا، جنگل و مرتع، مهندسی رودخانه‌ها و نیز خاک‌شناسی و سنگ‌شناسی ارتباط دارد و در توجیه مسائل از این علوم بهره می‌برد. به‌همین جهت پس از جنگ جهانی دوم، ژئومورفولوژی کاربردی در اغلب کشورهای جهان با روش سیستماتیک و با اهمیت خاص مورد توجه قرار گرفته‌است و بررسی عوامل گوناگون را به‌طور ترکیبی مدنظر می‌گیرد و می‌تواند پاسخگوی نیازهای برنامه‌های علوم طبیعی باشد.
- کاربرد در مطالعات ژئوفیزیک

ژئومورفولوژی با فراهم آوردن مقدمات لازم جهت استفاده از روش‌های پرخرج مانند سونداژهایی که در ژئوفیزیک رایج است یا هدایت آن‌ها از برتری خاصی برخوردار است. به این ترتیب که استفاده از روش‌های ژئوفیزیک و سونداژها به هزینه‌های بسیار زیادی نیاز دارد. با توسل به روش‌های ژئومورفولوژی می‌توان محل‌های مناسبی را انتخاب کرد که احتمال توفیق به‌کارگیری از روش‌های مذکور در آن بیشتر باشد. بدین ترتیب از هدر رفتن هزینه‌های سنگین در اعمال روش‌های ژئوفیزیک جلوگیری می‌شود.
- کاربرد در مطالعات زمین‌شناسی

زمین‌شناسانی که اطلاعات کافی از اصول ژئومورفولوژی دارند به کمک داده‌های حاصل از مطالعات اشکال ناهمواری‌ها، خطوط اصلی اشکال تکتونیک را که از مهم‌ترین موضوعات زمین‌شناسی است، مشخص می‌کنند. همچنین کاربرد ژئومورفولوژی در زمین‌شناسی و تفسیر عکس‌های هوایی به منظور شناسایی برون‌زدها اهمیت دارد که به فتوژئولوژی معروف است. استفاده از عکس‌های هوایی بیش‌تر در در مشخص نمودن واحدهای سنگ‌شناسی و وضع استقرار آن‌ها نسبت به‌هم است که به رخساره و ماهیت سنگ‌ها پی می‌بریم. همچنین در پژوهش‌های زمین‌شناسی که بر پایه اصول منطقی استوار باشد، کشف معادن بزرگ مانند مس، طلا، نفت و… به سهولت و به سرعت امکان‌پذیر می‌شود.
- کاربرد در مطالعات رسوب‌شناسی

ویژگی سنگ‌های رسوبی با نوع و جنس مواد تشکیل دهنده آن‌ها و با کیفیت انباشته‌شدن این مواد روی یکدیگر و نوع تغییر شکل آن‌ها و تبدیل مواد به سنگ (دیاژنز) در ارتباط است. گرچه مرحله تبدیل مواد به سنگ‌های رسوبی یعنی مرحله دیاژنز در قلمرو مطالعات زمین‌شناسی قرار می‌گیرد، ولی در مرحله اولیه آن یعنی نحوه پیدایش مواد تشکیل دهنده رسوبات و چگونگی حمل و رسوب‌یافتن آن‌ها در قلمرو مطالعات ژئومورفولوژی قرار دارد. ماهیت سنگ‌های رسوبی از نظر توصیفی که به پتروگرافی معروف است و همچنین از جهت اندازه دانه‌های تشکیل دهنده آن که دانه‌بندی خوانده می‌شود مستقیماً به عوامل ژئومورفولوژی مربوط می‌شود. همچنین مورفوژنز، با تخریب و فرسایش سنگ‌های مادر، نوع و مقدار مواد را که به حوضه‌های رسوبی می‌رسد تنظیم و هدایت می‌کند.

## نقشه‌های ژئومورفولوژی

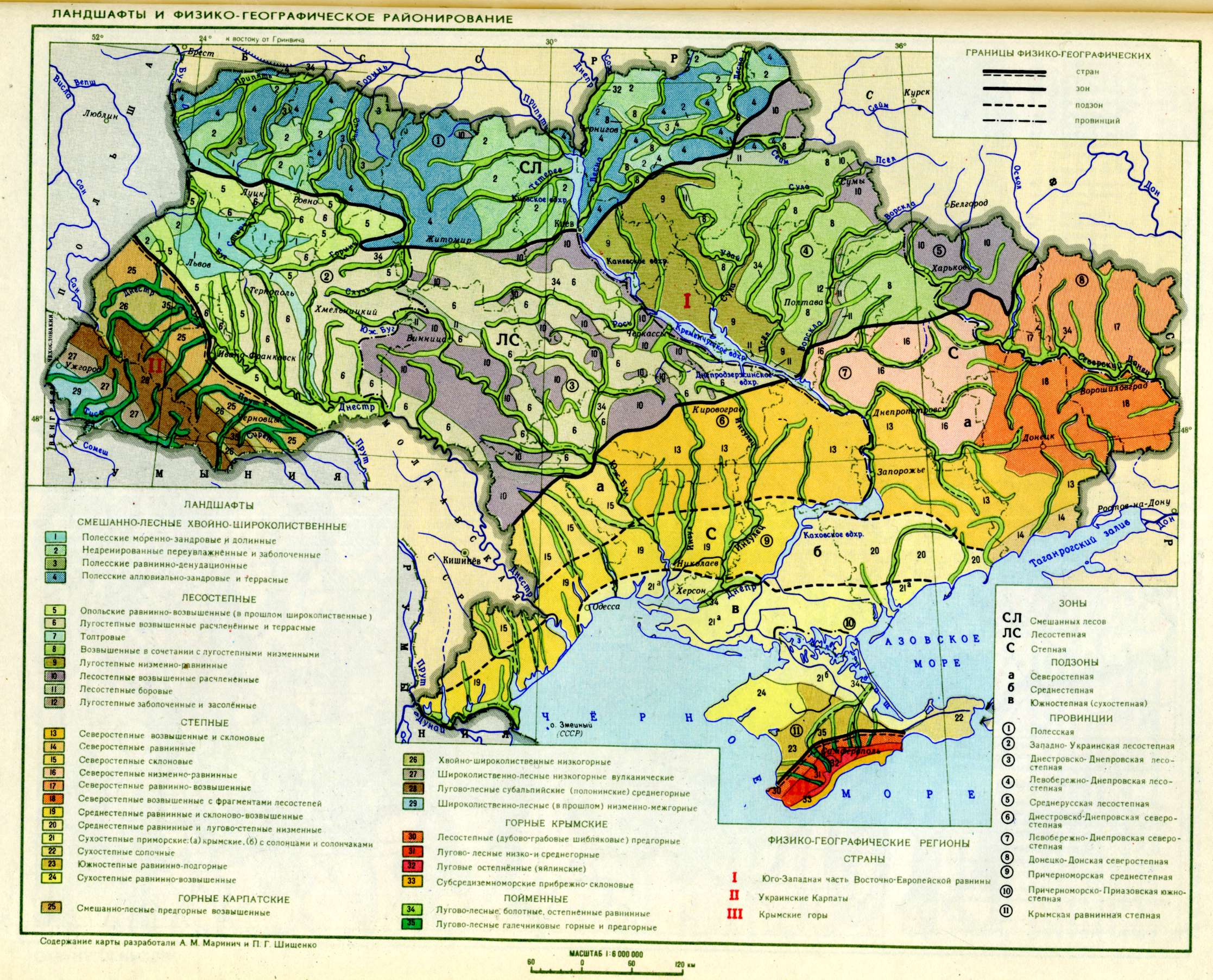
نقشه ژئومورفولوژی اوکراین

ژئومورفولوژی به عنوان علم بررسی و شناخت ناهمواری‌های زمین، و علمی با توانایی‌های مهندسی که با استفاده از تکنیک‌ها و ابزارهایی قادر به برنامه‌ریزی است، بهترین مبنا را برای طبقه‌بندی زمین به‌دست می‌دهد. نقشه‌های ژئومورفولوژی یک منبع قدیمی برای ضبط اطلاعات چشم‌اندازها هستند. این نقشه‌ها در زمره بهترین ابزارها برای شناخت و درک چهارچوب حرکتی سطح زمین بوده و به کاربر اجازه تصمیم نهایی و تهیه نقشه تحولی چشم‌اندازهای کنونی یک ناحیه را می‌دهد. نقشه ژئومورفولوژی تحلیل ژئومورفولوژی یک منطقه معین را به‌صورت فضایی نشان می‌دهد و کلید پژوهش‌های مربوط به علوم زمین است. نقشه‌های ژئومورفولوژی دیدی کامل و سریع از شکل‌های مختلف ناهمواری‌های پوسته خارجی زمین و فرایندهایی که موجب پیدایش این شکل‌ها در رابطه با سازندهای زمین‌شناسی و اقلیم‌شناسی است، به‌دست می‌دهند. این نقشه‌ها به‌دلیل پیچیدگی ارائه و اطلاعات آن‌ها، اسنادی با استفاده محدود هستند. در حال حاضر نقشه‌های ژئومورفولوژی به‌عنوان روشی در ارزیابی منابع طبیعی از سوی محققان یونسکو پذیرفته شده و مورد بهره‌برداری قرار می‌گیرد.
نقشه‌کشی ژئومورفولوژی در مقایسه با نقشه‌کشی زمین‌شناسی، تکنیکی نسبتاً جدید محسوب می‌شود، زیرا ژئومورفولوژی علمی جوان‌تر از زمین‌شناسی است. نقشه‌های ژئومورفولوژی، پدیده‌های سطحی یا لندفرم‌ها را به تصویر کشیده و فرایندهای زمین‌شناسی بر سطح زمین را ثبت می‌کنند. یک نقشه ژئومورفولوژی ایدئال باید اطلاعاتی دربارهٔ مورفولوژی (فرایندهای شکل‌زا)، مورفومتری (ابعاد و اندازه‌ها)، مورفوژنز (منشأ و تکوین)، مورفوکرونولوژی (سن‌سنجی تغییرات) و مورفودینامیک (تغییرات و پویایی) هر شکل ارائه کند.
در قرن ۱۹ میلادی توضیح لندفرم‌ها با نقشه‌های جغرافیایی بود. نقشه‌کشی ژئومورفولوژیکی سنتی از زمانی که عکس‌های هوایی موجود بودند آغاز شد. زیگفرید پاسارگ جغرافی‌دان آلمانی اولین نقشه ژئومورفولوژی را در سال ۱۹۱۴ برای ناحیه استیدرمبا با مقیاس ۱:۲۵۰۰ تهیه کرد. در فاصله سال‌های ۱۹۲۰ تا ۱۹۳۰ کوشش‌ها و پیشنهادهای متعددی برای تهیه نقشه‌های ژئومورفولوژی صورت گرفت اما درخواست‌های اصلی برای پوشش سراسری این نقشه‌ها از طرف برنامه‌ریزان و مهندسان کشاورزی پس از جنگ جهانی دوم بود. تهیه نقشه‌های ژئومورفولوژی در مفهوم امروزی در دهه ۱۹۵۰ میلادی به وسیله هلندی‌ها و با هدف برنامه‌ریزی‌های اقتصادی آغاز شد. در استرالیا نیز ارگان‌هایی مانند سازمان علمی و تحقیقات صنعتی همسود (C.S.I.R.O) بعد از چنگ جهانی دوم با استفاده از روش فیزیوگرافی اقدام به تهیه نقشه‌هایی از واحدهای ژئومورفولوژی در سرزمین‌های بکر و کمتر مطالعه‌شده به‌منظور ارائه یک طرح طبقه‌بندی مناسب جهت کشاورزی کردند. در روش C.S.I.R.O چشم‌اندازها واحدهایی تلقی می‌شوند که از نظر زمین‌شناسی و ژئومورفولوژی دارای مشابهت‌هایی هستند و این اصول، مبنای برنامه‌ریزی آمایش سرزمین قرار می‌گیرد.
نقشه ژئومورفولوژی ایران برای نخستین بار با مقیاس ۱:۲۵۰۰۰۰۰ در زمره مجموعه‌ای از نقشه‌های منطقه خاور نزدیک در دانشگاه توبینگن آلمان در سال ۱۹۹۰ توسط محمدرضا ثروتی و با همکاری دتلف بوشه و گرونرت تهیه و منتشر شد. این نقشه با استفاده از نقشه‌های توپوگرافی، زمین‌شناسی، عکس‌های هوایی، تصاویر ماهواره‌ای، مقالات و کتاب‌های محدود دربارهٔ ژئومورفولوژی ایران و تا حدودی مطالعات روی زمین تهیه گردید. این نقشه توسط محمدرضا ثروتی ترجمه و در مقیاس ۱:۲۵۰۰۰۰۰ در سال ۱۳۷۰ توسط سازمان جغرافیایی نیروهای مسلح چاپ و انتشار یافت و پایه و مبنای خوبی برای کارهای بعدی با مقیاس بزرگ‌تر به‌شمار می‌رود. نقشه ژئومورفولوژی ایران در مقیاس ۱:۱۰۰۰۰۰۰ نیز در سال ۱۳۷۳ توسط سازمان زمین‌شناسی کشور در چهار برگ جدا از هم منتشر شد. طی چند سال اخیر مؤسسه جغرافیای دانشگاه تهران چند برگ از اطلس ژئومورفولوژی کشور با مقیاس ۱:۲۵۰۰۰۰ را به چاپ رسانده‌است.

## ژئوتوریسم

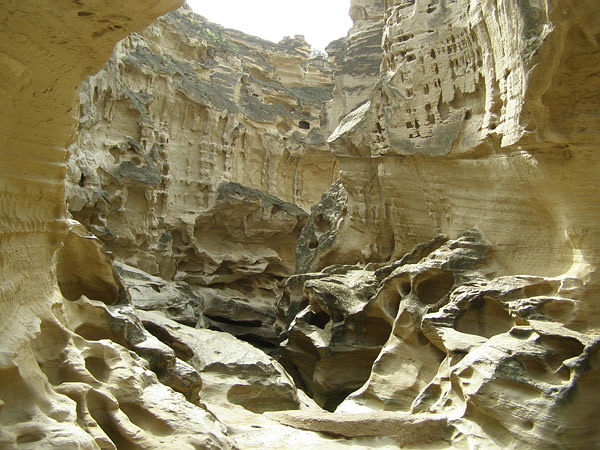
دره چاه‌کوه در ژئوپارک جزیره قشم

گردشگران در تپه‌های کویر مرنجاب

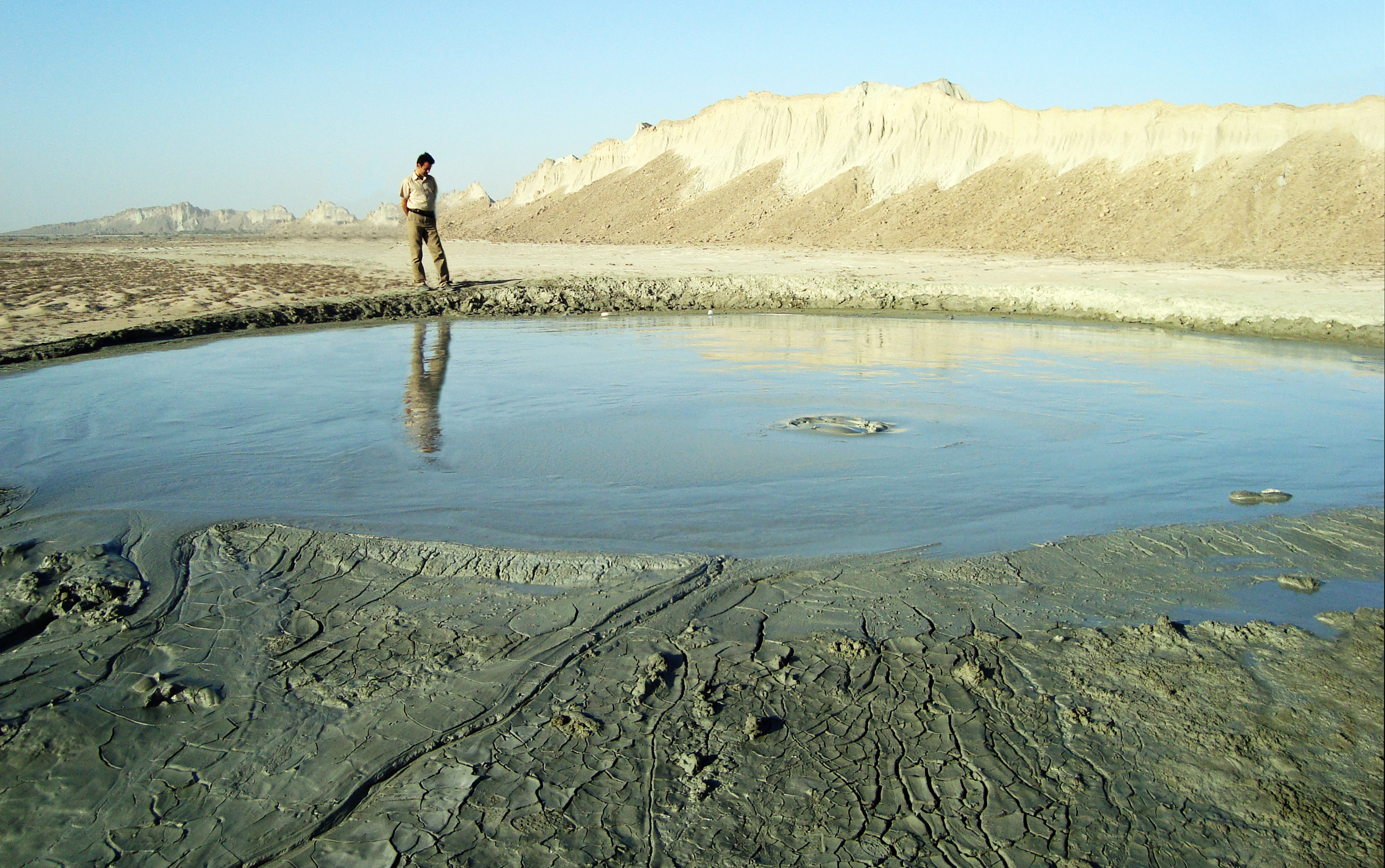
یک گل‌فشان در شهرستان جاسک استان هرمزگان

ژئوتوریسم (به انگلیسی: Geotourism) یا زمین‌گردشگری از دو بخش ژئو و توریسم تشکیل شده‌است بخش ژئو جاذبه‌های زمین‌شناسی، ژئومورفولوژی و میراث معدن‌کاری را شامل می‌شود و بخش توریسم آن به عنوان موضوعی چند رشته‌ای، تمامی زیرساختهای صنعت گردشگری از جمله تفسیر، مدیریت، اقامت، تورها و… شامل می‌شود و به‌طور کلی با جاذبه‌های طبیعت بی‌جان سروکار دارد.
مخاطبان ژئوتوریسم نه تنها متخصصان و کارشناسان زمین‌شناسی و ژئومورفولوژی، بلکه گردشگران عادی و علاقه‌مندان طبیعت هستند. در جریان فعالیت‌های ژئوتوریسمی، بازدیدکنندگان ضمن بازدید از پدیده‌های زیبا و ویژه زمین‌شناسی و ژئومورفولوژی، با مبانی پیدایش آن‌ها آشنا شده اهمیت وجودی آن‌ها را درمی‌یابند.
گردشگری از عوامل اصلی توسعه پایدار در سطوح اقتصادی، اجتماعی، فرهنگی و زیست‌محیطی است. ژئوتوریسم زیر مجموعه توریسم پایدار بوده و هدف آن حفظ منابع گردشگری در مقاصد است؛ یعنی هدایت گردشگران به نحوی که محل مورد بازدید برای نسل‌های آینده هم همان‌طور باقی‌مانده و قابل استفاده باشد.
برای تشکیل تنوع زمین‌شناختی، تنوع و دگرگونی توسط فرایندهای بیرونی و درونی لازم است. طبیعت به‌طور دائم توسط فرسایش آبی و بادی در حال تنوع و دگرگونی است. این دگرگونی توسط خود عوامل فرسایش شکل می‌گیرد. مهم‌ترین عوامل پیدایش رخنمون‌ها، اشکال و جلوه‌های زمین که موجب جلب گردشگران علاقه‌مند به پدیده‌های طبیعی می‌گردد، عبارتند از:
- فرسایش‌ها
- آتشفشان‌ها
- چین‌خوردگی‌ها و گسله‌ها
- گنبدها و بلورهای نمکی
- تپه‌های مرجانی[۸۷] مهم‌ترین عامل ایجاد و شکل‌گیری پدیده‌های زمین‌شناسی و ژئومورفولوژی، محسوب می‌شود. فرسایش آبی و بادی، تغییر درجه حرارت و تبلور کانی‌ها از عمده‌ترین محرک‌های عمل فرسایش در سطح زمین است. بارش برف و باران، رگبارهای فصلی، امواج دریا، پیشروی و پسروی آب دریاها، تغییر مسیر رودخانه‌ها، جریان سیلاب‌ها، نفوذ آب در لایه‌های زمین و انحلال سنگ‌ها و رسوبات آهکی، سیلتی، مارنی و ماسه‌سنگی و شکل‌گیری غارها و حفره‌ها و دریاچه‌ها و سفره‌های آب زیرزمینی، نفوذ آب در سنگ‌ها، انجماد و تخریب آن‌ها از جمله عواملی است که چهره طبیعت را دائم تغییر داده و رخنمون‌ها و جلوه‌های رنگارنگ کانی‌های لایه‌های مختلف زمین را بیشتر نمایان می‌سازد.[۸۸]

### زمین‌گردشگری یا ژئوتوریسم در ایران
ایران باتنوع ژئومورفولوژیکی و زمین شناختی، اقلیم متنوع و ویژگی‌های زمین‌شناسی گوناگون و طبیعت بی جان بی‌نظیر، می‌تواند از پدیده‌های ژئومورفولوژیکی و زمین شناختی در سراسر کشور مانند غارها، تنگه‌ها، دره‌ها، مناطق فسیلی، دره‌های نشستی، شکاف‌های بزرگ زمین‌شناسی، سازندهای زمین‌شناختی، گل‌فشان‌ها، زمین‌های کارستی، انواع کانی‌ها، هرم‌های ماسه‌ای، سواحل صخره‌ای – سنگی، معادن باستانی، کلوت‌ها و غیره به‌عنوان ژئومورفولوژیکی و زمین شناختی در قالب ژئوسایت‌های بالقوه متعدد پس از تدارک زیرساخت‌های گردشگری به عنوان ابزاری کارساز در راستای توسعه ژئوتوریسم و تأسیس ژئوپارک‌ها مورد استفاده قرار دهد.
زمین‌گردشگری در ایران با تأسیس ژئوپارک قشم در سال ۱۳۸۶ رسمیت یافت، اما به دلیل عدم وجود ابزار تفسیر زمین‌شناختی در این ژئوپارک در واقع به‌طور عملی هنوز صنعت زمین‌گردشگری در ایران راه‌اندازی و آغاز نشده‌است.
ایران در میان سایر کشورهای جهان از نظر آموزش‌های دانشگاهی و کتب درسی زمین‌گردشگری پیشرو بوده و برای مقطع کارشناسی زمین‌شناسی دانشگاه پیام‌نور و همچنین مقطع کارشناسی ارشد اکوتوریسم در دانشگاه‌های کشور، درس دو واحدی مستقلی به‌نام ژئوتوریسم (زمین گردشگری)، ارائه و تدریس می‌شود.